# Liste der Kulturdenkmale in Pirna (südliche Stadtteile)

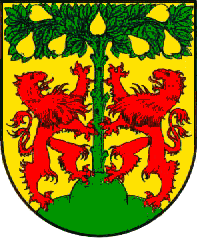
Stadtwappen

In der Liste der Kulturdenkmale in Pirna (südliche Stadtteile) sind sämtliche Kulturdenkmale der sächsischen Stadt Pirna verzeichnet, die bis 2017 vom Landesamt für Denkmalpflege Sachsen erfasst wurden und die in den südlich der Altstadt gelegenen Stadtteilen von Pirna liegen. Dabei handelt es sich zum einen um die südlichen Teile der Gemarkung Pirna, die den historischen Stadtteilen Dohnaische Vorstadt, Hausberg und Obertorvorstadt entsprechen. Zum anderen betrifft dies die südlichen Gemarkungen Krietzschwitz, Neundorf, Rottwerndorf, Zehista und Zuschendorf. Die Südvorstadt, die sich über Teile der Gemarkungen Pirna und Rottwerndorf erstreckt, wurde aufgrund der Bedeutung dieses Stadtteils in der heutigen Stadtentwicklung gesondert erfasst. Die Anmerkungen sind zu beachten.
Diese Liste ist eine Teilliste der Liste der Kulturdenkmale in Pirna.
Diese Liste ist eine Teilliste der Liste der Kulturdenkmale in Sachsen.

## Legende
- Bild: Bild des Kulturdenkmals, ggf. zusätzlich mit einem Link zu weiteren Fotos des Kulturdenkmals im Medienarchiv Wikimedia Commons. Wenn man auf das Kamerasymbol klickt, können Fotos zu Kulturdenkmalen aus dieser Liste hochgeladen werden:
- Bezeichnung: Denkmalgeschützte Objekte und ggf. Bauwerksname des Kulturdenkmals
- Lage: Straßenname und Hausnummer oder Flurstücknummer des Kulturdenkmals. Die Grundsortierung der Liste erfolgt nach dieser Adresse. Der Link (Karte) führt zu verschiedenen Kartendiensten mit der Position des Kulturdenkmals. Fehlt dieser Link, wurden die Koordinaten noch nicht eingetragen. Sind diese bekannt, können sie über ein Tool mit einer Kartenansicht einfach nachgetragen werden. In dieser Kartenansicht sind Kulturdenkmale ohne Koordinaten mit einem roten bzw. orangen Marker dargestellt und können durch Verschieben auf die richtige Position in der Karte mit Koordinaten versehen werden. Kulturdenkmale ohne Bild sind an einem blauen bzw. roten Marker erkennbar.
- Datierung: Baubeginn, Fertigstellung, Datum der Erstnennung oder grobe zeitliche Einordnung entsprechend des Eintrags in der sächsischen Denkmaldatenbank
- Beschreibung: Kurzcharakteristik des Kulturdenkmals entsprechend des Eintrags in der sächsischen Denkmaldatenbank, ggf. ergänzt durch die dort nur selten veröffentlichten Erfassungstexte oder zusätzliche Informationen
- ID: Vom Landesamt für Denkmalpflege Sachsen vergebene, das Kulturdenkmal eindeutig identifizierende Objekt-Nummer. Der Link führt zum PDF-Denkmaldokument des Landesamtes für Denkmalpflege Sachsen. Bei ehemaligen Kulturdenkmalen können die Objektnummern unbekannt sein und deshalb fehlen bzw. die Links von aus der Datenbank entfernten Objektnummern ins Leere führen. Ein ggf. vorhandenes Icon  führt zu den Angaben des Kulturdenkmals bei Wikidata.

## Liste der Kulturdenkmale in Pirna (südliche Stadtteile)

### Krietzschwitz
| Bild                                    | Bezeichnung | Lage                           | Datierung                                                                                  | Beschreibung | ID       |
| --------------------------------------- | --- | ------------------------------ | ------------------------------------------------------------------------------------------ | --- | -------- |
|                                         | Wohnhaus und Seitengebäude eines Hakenhofes | Krietzschwitz 2 (Karte)        | 1827, lt. Auskunft (Bauernhaus)                                                            | enthielt die Schmiede, ortsgeschichtlich von Bedeutung | 09220018 |
|                                         | Dreiseithof mit Wohnstallhaus, Seitengebäude und Scheune, Hofmauer mit Einfahrtspfeilern und Sandsteinbelag des Hofes, dazu die Scheune am Ortseingang | Krietzschwitz 3 (Karte)        | bezeichnet 1866 (Wohnstallhaus), bezeichnet 1827 (Scheune), 2. Hälfte 19. Jh. (Scheune)    | baugeschichtlich, sozialgeschichtlich und wirtschaftsgeschichtlich von Bedeutung, großer geschlossen erhaltener Bauernhof, das Wohnstallhaus mit schönem Portal (bezeichnet V.A. Peuckert), Scheune mit großer vorderer Einfahrt, hintere Scheune mit barockem Korbbogen und Schlussstein | 09221298 |
| Direkt Bild zu diesem Denkmal hochladen | Vierseithof mit Wohnstallhaus, Seitengebäude, Scheune und Seitengebäude                                                                                | Krietzschwitz 5 (Karte)        | bezeichnet 1849 (Scheune), bezeichnet 1900 (Scheune)                                       | Vierseithof mit Wohnstallhaus, Seitengebäude, rückwärtiger Scheune und weiterem Seitengebäude (Torhaus mit vorderer Scheune); baugeschichtlich, sozialgeschichtlich und wirtschaftsgeschichtlich von Bedeutung, am Seitengebäude Korbbogenportale, seltenes Torhaus                       | 09220020 |
|                                         | Wohnstallhaus (Fachwerk verputzt) und Seitengebäude eines ehemaligen Dreiseithofes                                                                     | Krietzschwitz 6; 6a (Karte)    | um 1800 (Wohnstallhaus)                                                                    | baugeschichtlich und sozialgeschichtlich von Bedeutung, Wohnhaus mit Korbbogenportal | 09221295 |
|                                         | Scheune eines Bauernhofes | Krietzschwitz 7 (Karte)        | 18. Jahrhundert (Scheune)                                                                  | wirtschaftsgeschichtlich und ortsbildprägend von Bedeutung | 09221293 |
| Direkt Bild zu diesem Denkmal hochladen | Scheune eines Bauernhofes | Krietzschwitz 8 (Karte)        | bezeichnet 1840 (Scheune)                                                                  | baugeschichtlich und wirtschaftsgeschichtlich von Bedeutung, mit Palladio-Motiv im Giebel | 09221288 |
| Direkt Bild zu diesem Denkmal hochladen | Wohnstallhaus | Krietzschwitz 10 (Karte)       | bezeichnet 1795 (Wohnstallhaus)                                                            | baugeschichtlich und sozialgeschichtlich von Bedeutung, hohes Krüppelwalmdach, barockes Korbbogenportal | 09221289 |
|                                         | Scheune | Krietzschwitz 14 (Karte)       | spätes 19. Jh., im Kern wesentlich älter (Scheune)                                         | baugeschichtlich und wirtschaftsgeschichtlich von Bedeutung, stattlicher Bau eines Bauernhofes, ehemals im Besitz des Zigarettenfabrikanten Hugo Zietz (Tabakmoschee) | 09221286 |
| Direkt Bild zu diesem Denkmal hochladen | Bauernhof mit Wohnstallhaus (Fachwerk verputzt) und Scheune                                                                                            | Krietzschwitz 16 (Karte)       | 18. Jh. (Zweiseithof)                                                                      | baugeschichtlich, sozialgeschichtlich und wirtschaftsgeschichtlich von Bedeutung, am Wohnhaus barockes Korbbogenportal | 09221287 |
| Direkt Bild zu diesem Denkmal hochladen | Bauernhof mit Wohnstallhaus und Scheune | Krietzschwitz 19 (Karte)       | um 1850 (Bauernhof)                                                                        | baugeschichtlich und wirtschaftsgeschichtlich von Bedeutung | 09221291 |
|                                         | Wohnstallhaus (Fachwerk) | Krietzschwitz 20 (Karte)       | um 1800 (Wohnstallhaus)                                                                    | baugeschichtlich von Bedeutung | 09221292 |
|                                         | Dreiseithof mit Wohnstallhaus, zwei Scheunen, Hofmauer und Pflasterung                                                                                 | Krietzschwitz 22 (Karte)       | bezeichnet 1842 (Wohnstallhaus), bezeichnet 1842 (Scheune), 1872 (Scheune), 1908 (Scheune) | baugeschichtlich, sozialgeschichtlich und wirtschaftsgeschichtlich von Bedeutung, großer geschlossen erhaltener Bauernhof, der Kuhstall als dreischiffige Halle mit vier Pfeilerpaaren, im Giebel einer Scheune Palladio-Motiv, landschaftsbildprägende Lage am Ortsrand                  | 09221294 |
|                                         | Spritzenhaus | Krietzschwitz 22 (bei) (Karte) | 19. Jh. (Spritzenhaus)                                                                     | ortsgeschichtlich von Bedeutung | 09220021 |
| Direkt Bild zu diesem Denkmal hochladen | Wohnstallhaus (Fachwerk), linker Bau des Hofes | Krietzschwitz 23 (Karte)       | 18. Jh. (Wohnstallhaus)                                                                    | baugeschichtlich und sozialgeschichtlich von Bedeutung, mit Korbbogenportal | 09221296 |
|                                         | Wohnstallhaus | Krietzschwitz 25 (Karte)       | bezeichnet 1840 (Wohnstallhaus)                                                            | baugeschichtlich und sozialgeschichtlich von Bedeutung, schönes Portal | 09220022 |
|                                         | Denkmal an die Völkerschlacht 1813 | Krietzschwitz 25 (bei) (Karte) | bezeichnet 1913 (Kriegerdenkmal)                                                           | Kriegerdenkmal; ortsgeschichtlich und künstlerisch von Bedeutung, Büste für Eugen von Württemberg auf Postament mit zwei Inschriften | 09221300 |
|                                         | Krietzschwitzhof | Krietzschwitz 25b (Karte)      | vor 1900 (Dreiseithof), bezeichnet 1911 (neues Wohnhaus)                                   | Dreiseithof, das Wohnstallhaus mit neuerem angebauten Wohnhaus und zwei Scheunen, dazu die Hofmauer mit Einfahrt; baugeschichtlich, sozialgeschichtlich und wirtschaftsgeschichtlich von Bedeutung, ortsbildprägende Lage                                                                 | 09221297 |
|                                         | Vierseithof mit Wohnhaus, Torhaus und zwei Scheunen | Krietzschwitz 27 (Karte)       | Wohnhaus bezeichnet 1883 (Vierseithof), Wohnhaus bezeichnet 1883 (Bauernhaus)              | baugeschichtlich, sozialgeschichtlich und wirtschaftsgeschichtlich von Bedeutung, im Giebel des Wohnhauses Palladio-Motiv, seltenes Torhaus landschaftsbildprägende Lage am Ortsrand | 09220017 |

### Neundorf
- Karte mit allen Koordinaten:
- OSM |
- WikiMap

| Bild           | Bezeichnung                                                                                          | Lage                    | Datierung                                                | Beschreibung | ID       |
| -------------- | --- | ----------------------- | -------------------------------------------------------- | --- | -------- |
| Weitere Bilder | Bäuerliches Wohnhaus (Fachwerk)                                                                      | Altneundorf 5 (Karte)   | bezeichnet 1834 (Bauernhaus)                             | baugeschichtlich von Bedeutung, mit Inschrift über Eingang: „No.37 J.G.M. 1834“ | 09221053 |
| Weitere Bilder | Gedenktafel an einem Bauernhaus                                                                      | Altneundorf 10 (Karte)  | bezeichnet 1837 (Gedenktafel)                            | ortsgeschichtlich von Bedeutung bezeichnet 1837 (Gedenktafel) | 09221052 |
| Weitere Bilder | Schule Neundorf                                                                                      | Altneundorf 24 (Karte)  | bezeichnet 1883 (Schule), bezeichnet 1904 (Nebengebäude) | Schulbau mit Nebengebäude; baugeschichtlich und ortsgeschichtlich von Bedeutung, ein Gründerzeitbau                                                                                        | 09221061 |
|                | Wohnhaus                                                                                             | Altneundorf 25 (Karte)  | um 1900 (Wohnhaus)                                       | baugeschichtlich von Bedeutung, ein Gründerzeithaus, straßenbildprägender Giebel mit Akroteren                                                                                             | 09221060 |
|                | Wohnstallhaus                                                                                        | Altneundorf 27 (Karte)  | um 1850 (Wohnstallhaus)                                  | sozialgeschichtlich von Bedeutung | 09221062 |
|                | Bauernhof mit Wohnstallhaus, Scheune und Seitengebäude                                               | Altneundorf 29 (Karte)  | um 1800 (Wohnstallhaus)                                  | Wohnstallhaus Obergeschoss Fachwerk verputzt, Seitengebäude Fachwerk, baugeschichtlich, wirtschaftsgeschichtlich und sozialgeschichtlich von Bedeutung, geschlossen erhaltener Dreiseithof | 09221063 |
|                | Bauernhof mit Wohnstallhaus und Scheune, dazu die Hofpflasterung                                     | Altneundorf 31 (Karte)  | bezeichnet 1867 (Wohnstallhaus)                          | baugeschichtlich, wirtschaftsgeschichtlich und sozialgeschichtlich von Bedeutung, das Wohnstallhaus mit schönem Hauseingang                                                                | 09221064 |
|                | Bauernhof mit anspruchsvollem Wohnhaus, zwei Seitengebäuden und Scheune (heute Gaststätte Wiesenhof) | Altneundorf 61 (Karte)  | bezeichnet 1887 (Wohnstallhaus)                          | baugeschichtlich, wirtschaftsgeschichtlich und sozialgeschichtlich von Bedeutung, geprägt von einem Umbau im frühen Heimatstil um 1910, geschlossen erhaltener Vierseithof                 | 09221069 |
|                | Wohnhaus in offener Bebauung mit Nebengebäude                                                        | Vorwerkstraße 6 (Karte) | 1900/1910 (Wohnhaus)                                     | baugeschichtlich und straßenbildprägend von Bedeutung, ein Gründerzeitgebäude mit Fachwerkgiebel und Holzveranda                                                                           | 09221056 |
|                | Wohnhaus                                                                                             | Waldhufenweg 6 (Karte)  | um 1850 (Bauernhaus)                                     | Obergeschoss Fachwerk verkleidet, baugeschichtlich und sozialgeschichtlich von Bedeutung                                                                                                   | 09221070 |
|                | Bäuerliches Wohnhaus                                                                                 | Waldhufenweg 7 (Karte)  | 18. Jh. (Bauernhaus)                                     | baugeschichtlich von Bedeutung, säulengerahmtes Portal | 09221067 |
|                | Wohnhaus                                                                                             | Waldhufenweg 11 (Karte) | um 1800 (Bauernhaus)                                     | Obergeschoss Fachwerk verbrettert, baugeschichtlich und sozialgeschichtlich von Bedeutung, Wohnhaus mit einfachem Korbbogenportal                                                          | 09221068 |

### Rottwerndorf
- Karte mit allen Koordinaten:
- OSM |
- WikiMap

| Bild           | Bezeichnung | Lage                                   | Datierung | Beschreibung | ID       |
| -------------- | --- | -------------------------------------- | --- | --- | -------- |
| Weitere Bilder | Sachgesamtheit Sowjetischer Ehrenfriedhof | Altrottwerndorf (Karte)                | nach 1945 (Friedhof) | Sachgesamtheit Sowjetischer Ehrenfriedhof mit folgenden Einzeldenkmalen: Ehrenmal und Tor (Einzeldenkmal ID-Nr. 09301670); geschichtlich und ortsgeschichtlich von Bedeutung. | 09306089 |
| Weitere Bilder | Einzeldenkmale der Sachgesamtheit Sowjetischer Ehrenfriedhof: Ehrenmal und Tor (Einzeldenkmale zu ID-Nr. 09306089)                             | Altrottwerndorf (Karte)                | nach 1945 (Ehrenmal) | Einzeldenkmale der Sachgesamtheit Sowjetischer Ehrenfriedhof: Ehrenmal und Tor; geschichtlich und ortsgeschichtlich von Bedeutung | 09301670 |
|                | Wohnhaus | Altrottwerndorf 9 (Karte)              | bezeichnet 1788 (Wohnhaus)                                                                                                  | Obergeschoss Fachwerk, baugeschichtlich und straßenbildprägend von Bedeutung | 09220973 |
|                | Wohnhaus | Altrottwerndorf 12 (Karte)             | um 1880 (Wohnhaus) | baugeschichtlich von Bedeutung, ein Gründerzeithaus | 09220963 |
|                | Wohnhaus | Altrottwerndorf 19 (Karte)             | 18. Jh. (Wohnhaus) | baugeschichtlich und ortsbildprägend von Bedeutung, mit schönem Korbbogenportal, sicher zum Gutshof gehörig | 09220975 |
| Weitere Bilder | Denkmal für die Gefallenen des 1. Weltkrieges                                                                                                  | Altrottwerndorf 19 (bei) (Karte)       | nach 1918 (Kriegerdenkmal)                                                                                                  | ortsgeschichtlich von Bedeutung | 09220974 |
| Weitere Bilder | Sachgesamtheit Rittergut Rottwerndorf | Altrottwerndorf 21; 23; 24; 26 (Karte) | 1556–1561 (Schloss), vor 1760, später überformt (Schlosspark), um 1900 (Bismarckeiche)                                      | Sachgesamtheit Rittergut Rottwerndorf mit folgenden Einzeldenkmalen: Schloss (Nr. 24) mit Wirtschaftshof (Nr. 26, Einzeldenkmal ID-Nr. 09301573) sowie Gartenhaus (Nr. 21), Orangerie-Pavillon (Nr. 23) im Schlosspark und der Parkmauer am Schäferbergweg (Einzeldenkmal ID-Nr. 09301572) sowie der verbliebene Teil vom Schlosspark sowie Bismarckeiche auf der Straße vor dem Schloss (Gartendenkmale); das Schloss ein bedeutender Renaissancebau mit ortsbildprägenden Volutengiebeln und hofseitig ein markanter Treppenturm, Schlosspark mit raumbildender Bepflanzung und teilweise überwachsenem, noch erkennbarem Wegesystem, mit Resten der Zufahrtsallee (Sommer-Linde), altem Weinberg, Freitanzfläche vor dem Pavillon und Teich am Gartenhaus, ortsgeschichtliche, wirtschaftsgeschichtlich, baukünstlerische und gartenkünstlerische Bedeutung | 09220968 |
| Weitere Bilder | Einzeldenkmale der Sachgesamtheit Rittergut Rottwerndorf: Gartenhaus und Orangerie-Pavillon im Schlosspark (Einzeldenkmale zu ID-Nr. 09220968) | Altrottwerndorf 21; 23 (Karte)         | 19. Jh. (Orangerie), um 1800 (Gartenhaus)                                                                                   | Einzeldenkmale der Sachgesamtheit Rittergut Rottwerndorf: Gartenhaus (Nr. 21) und Orangerie-Pavillon (Nr. 23) im Schlosspark und Parkmauer am Schäferbergweg; ortsgeschichtliche, baukünstlerische und gartenkünstlerische Bedeutung | 09301572 |
| Weitere Bilder | Gasthof Rottwerndorf | Altrottwerndorf 22 (Karte)             | 2. Hälfte 19. Jh. (Gasthof)                                                                                                 | Gasthof; baugeschichtlich, ortsgeschichtlich und ortsbildprägend von Bedeutung; Altes Kulturhaus | 09221044 |
| Weitere Bilder | Einzeldenkmale der Sachgesamtheit Rittergut Rottwerndorf: Schloss Rottwerndorf mit Wirtschaftshof (Einzeldenkmale zu ID-Nr. 09220968)          | Altrottwerndorf 24; 26 (Karte)         | bezeichnet 1556 (Schloss), bezeichnet 1561 (Schloss), bezeichnet 1579 (Schloss), 17./18. Jh. (Gesindehäuser und Stallungen) | Einzeldenkmale der Sachgesamtheit Rittergut Rottwerndorf: Schloss Rottwerndorf (Nr. 24) mit Wirtschaftshof (Nr. 26, dabei Gesindehäuser, Brennerei und Stallungen); das Schloss ein bedeutender Renaissancebau mit ortsbildprägenden Volutengiebeln und hofseitig ein markanter Treppenturm, ortsgeschichtliche, baugeschichtliche und -künstlerische Bedeutung | 09301573 |
| Weitere Bilder | Bauernhof mit Wohnstallhaus und Seitengebäude                                                                                                  | Altrottwerndorf 25 (Karte)             | 18. Jh. (Wohnstallhaus) | baugeschichtlich und sozialgeschichtlich von Bedeutung | 09220976 |
| Weitere Bilder | Schlossmühle Rottwerndorf | Altrottwerndorf 28 (Karte)             | erste Erwähnung 1721 (Mühle), bezeichnet 1833 (Hauptbau)                                                                    | Mühle, dazu zwei Nebengebäude und Gottleuba-Mühlgraben; baugeschichtlich, technikgeschichtlich und ortsbildprägend von Bedeutung, Hauptbau ein verputzter Fachwerkbau mit Reliefstein mit Bezeichnung über der Tür (Das Hauptgebäude der Mühle ist wegen Baufälligkeit in sich zusammengestürzt. Die Reste wurden 2013 abgebrochen.) | 09220977 |
|                | Wohnhaus oder Schule | Altrottwerndorf 39 (Karte)             | Ende 19. Jh. (Wohnhaus) | baugeschichtlich und ortsgeschichtlich von Bedeutung | 09223715 |
|                | Villa mit Nebengebäude und Stützmauer sowie Pflasterung                                                                                        | Altrottwerndorf 41 (Karte)             | bezeichnet 1897 (Villa) | baugeschichtlich, ortsgeschichtlich und ortsbildprägend von Bedeutung, die Villa mit Anklängen an den Stil der deutschen Neurenaissance, Nebengebäude mit Fachwerk-Aufsatz | 09221049 |
|                | Bahnhof Pirna-Rottwerndorf; Eisenbahnstrecke Pirna – Berggießhübel – Gottleuba                                                                 | Altrottwerndorf 43 (Karte)             | 1960er Jahre (Stellwerk) | Stellwerk, zugehörig zum Bahnhof Pirna-Rottwerndorf der Eisenbahnstrecke Pirna – Berggießhübel – Gottleuba; Nachkriegsmoderne, baugeschichtlich und verkehrsgeschichtlich von Bedeutung, Seltenheitswert | 09305682 |
|                | Portal eines Wohnhauses | Altrottwerndorf 44 (Karte)             | bezeichnet 1876 (Portal) | handwerklich-künstlerisch von Bedeutung, mit Inschrift „CTM erb. 1876“ | 09221046 |
| Weitere Bilder | Bahnhof Pirna-Rottwerndorf; Eisenbahnstrecke Pirna – Berggießhübel – Gottleuba                                                                 | Altrottwerndorf 45 (Karte)             | 1880 (Empfangsgebäude) | Empfangsgebäude eines ehemaligen Bahnhofs; Empfangsgebäude einfacher Gründerzeitbau, bei Sanierung umgestaltet, Rest der ehemals umfangreichen und für die örtliche Wirtschaft wichtige Bahnhofsanlage an der Eisenbahnstrecke Pirna – Bad Gottleuba (Gottleubabahn), verkehrsgeschichtlich von Bedeutung | 09223716 |
|                | Fabrikantenvilla mit Einfriedung | Altrottwerndorf 64 (Karte)             | bezeichnet 1898 (Fabrikantenvilla)                                                                                          | baugeschichtlich, ortsgeschichtlich und künstlerisch von Bedeutung, ein repräsentativer Gründerzeitbau mit reich gestalteter Sandsteinverblendung, im Inneren stark verändert | 09221048 |
|                | Bauernhof mit Wohnstallhaus mit angebauter Scheune, Seitengebäude und zwei Torpfeiler                                                          | Cottaer Straße 10 (Karte)              | bezeichnet 1743 (Wohnstallhaus)                                                                                             | baugeschichtlich, sozialgeschichtlich und wirtschaftsgeschichtlich von Bedeutung, barocker Bauernhof, mehrere Segmentbogenportale mit Schlussstein | 09221058 |
| Weitere Bilder | Wohnhaus | Eichgrundweg 16 (Karte)                | nach 1900 (Wohnhaus) | baugeschichtlich von Bedeutung, im Heimatstil | 09221036 |
| Weitere Bilder | Häuslerhaus (Fachwerk verbrettert) | Eichgrundweg 17 (Karte)                | 18. Jh. (Bauernhaus), 18. Jh. (Wohnstallhaus)                                                                               | baugeschichtlich und sozialgeschichtlich von Bedeutung | 09221043 |
| Weitere Bilder | Schule Rottwerndorf | Eichgrundweg 18 (Karte)                | bezeichnet 1885 (Schule) | Schule, Hauptgebäude mit Rückgebäude; baugeschichtlich und ortsgeschichtlich von Bedeutung, ein Gründerzeitgebäude | 09223736 |
| Weitere Bilder | Bauernhof mit Wohnhaus, angebautem eingeschossigen Seitengebäude und kleinem Wirtschaftsgebäude                                                | Eichgrundweg 19 (Karte)                | 4. Viertel 19. Jh. (Bauernhaus)                                                                                             | baugeschichtlich und sozialgeschichtlich von Bedeutung | 09221042 |
|                | Wohnstallhaus (Fachwerk verbrettert) | Eichgrundweg 23 (Karte)                | um 1850 (Wohnstallhaus) | baugeschichtlich und sozialgeschichtlich von Bedeutung | 09221040 |
|                | Häuslerhaus (Fachwerk verbrettert) | Eichgrundweg 35 (Karte)                | vor 1800 (Häusleranwesen)                                                                                                   | baugeschichtlich und sozialgeschichtlich von Bedeutung, authentisch | 09221039 |
| Weitere Bilder | Schule Rottwerndorf: Schule (Rückgebäude 2019 abgerissen)                                                                                      | Schulweg 2 (Karte)                     | bezeichnet 1899 (Schule) | baugeschichtlich und ortsgeschichtlich von Bedeutung, ein Gründerzeitgebäude | 09221037 |
|                | Wohnhaus | Weg der Jungen Pioniere 2 (Karte)      | um 1850 (Wohnhaus) | baugeschichtlich und ortsgeschichtlich von Bedeutung, gehörte zum Rittergut, um 1950 als Post genutzt, ortsbildprägende Lage | 09220967 |
|                | Wohnstallhaus | Weg der Jungen Pioniere 4 (Karte)      | um 1850 (Wohnstallhaus) | baugeschichtlich und ortsgeschichtlich von Bedeutung, gehörte zum Rittergut, Eingangs-Portal mit Verdachung | 09220966 |
| Weitere Bilder | Wohnstallhaus | Weg der Jungen Pioniere 6 (Karte)      | bezeichnet 1844 (Wohnstallhaus)                                                                                             | baugeschichtlich und ortsgeschichtlich von Bedeutung, gehörte zum Rittergut, Eingangs-Portal mit Verdachung | 09220965 |

### Südliche Teile der Gemarkung Pirna (Dohnaische Vorstadt, Obertorvorstadt, Hausberg)
- Karte mit allen Koordinaten:
- OSM |
- WikiMap

| Bild                                    | Bezeichnung | Lage                                                                   | Datierung                                                                        | Beschreibung | ID       |
| --------------------------------------- | --- | ---------------------------------------------------------------------- | -------------------------------------------------------------------------------- | --- | -------- |
| Weitere Bilder                          | Eisenbahnbrücke; Eisenbahnstrecke Pirna–Berggießhübel–Gottleuba; Gottleubatalbahn                                                           | (Karte)                                                                | 1961 (Eisenbahnbrücke)                                                           | Eisenbahnbrücke; ursprünglich 1879 von der Königin Marienhütte im Zuge des Baus der Eisenbahnstrecke Pirna–Berggießhübel (sog. Gottleubatalbahn, 6603; sä. PGl) errichtet, im Juli 1957 durch ein Hochwasser zerstört, Neubau 1960/61 als Stabbogenbrücke; baugeschichtlich, verkehrsgeschichtlich und technikgeschichtlich von Bedeutung. | 09302047 |
| Weitere Bilder                          | Wettinhöhe | (Karte)                                                                | letztes Viertel 19. Jh. (Aussichtsplattform)                                     | Aussichtspunkt Wettinhöhe; baugeschichtlich und ortsgeschichtlich von Bedeutung, die Aussichtsplattform aus grob behauenen Sandsteinquadern, pylonenartig aufgeschichtet | 09228238 |
| Weitere Bilder                          | Fabrikantenvilla einer Brauerei (vgl. Dr.-Wilhelm-Külz-Straße 10)                                                                           | Am Felsenkeller 3 (Karte)                                              | 1870er Jahre (Fabrikantenvilla)                                                  | baugeschichtlich und künstlerisch von Bedeutung, im Stil der Neorenaissance der Dresdner Schule, Reste der originalen Ausstattung (Treppenhaus mit Geländer und Stuckdecke) | 09220504 |
| Weitere Bilder                          | Wohnhaus (ehemals mit Kath. Kapelle) | Am Hausberg 1 (Karte)                                                  | 18. Jh. (Wohnhaus)                                                               | baugeschichtlich, städtebaulich und ortsgeschichtlich von Bedeutung, schönes barockes Portal, 1822/23 wurde das Gebäude erweitert, um im Obergeschoss die Kapelle „St. Kunigunde“ der 1823 neu gegründeten katholischen Gemeinde sowie die katholische Schule aufzunehmen. | 09220549 |
| Weitere Bilder                          | Schule (heute Wohnhaus) | Am Hausberg 2 (Karte)                                                  | 18. Jh. (Schule)                                                                 | ortsgeschichtlich und städtebaulich von Bedeutung, mit barockem Portal. Das aus dem 18. Jahrhundert stammende Gebäude beherbergte seit 1805 die Schule der Hausberggemeinde. In dem kleinen Schulraum wurden teils bis zu 100 Schüler unterrichtet, die insbesondere in den Pirnaer Manufakturen arbeiteten (Fabrikschule). Die Schulnutzung endete 1844. | 09220548 |
| Weitere Bilder                          | Wohnhaus | Am Hausberg 3 (Karte)                                                  | 18. Jh. (Wohnhaus)                                                               | baugeschichtlich und städtebaulich von Bedeutung, mit barockem Portal | 09220547 |
| Weitere Bilder                          | Wohnhaus | Am Hausberg 6 (Karte)                                                  | Ende 17. Jh. (Wohnhaus)                                                          | baugeschichtlich und städtebaulich von Bedeutung | 09220546 |
|                                         | Heil- und Pflegeanstalt Pirna-Sonnenstein: Gartenhaus des ehemaligen Maria-Anna-Heims (Einzeldenkmal zu ID-Nr. 09221045)                    | Am Hausberg 8 (Karte)                                                  | um 1870 (Gartenhaus)                                                             | Einzeldenkmal der Sachgesamtheit Heil- und Pflegeanstalt Pirna-Sonnenstein: Gartenhaus des ehemaligen Maria-Anna-Heims (siehe auch Obere Burgstraße 8, ID-Nr. 09220060); baugeschichtlich, ortsgeschichtlich und städtebaulich von Bedeutung, eingeschossiges saalartiges Gebäude, vorn in der Mitte ein dreibogiger mit Pilastern gegliederter Portikus, als Teil des Maria-Anna-Heims eine Zeit lang zur Heil- und Pflegeanstalt auf dem Sonnenstein gehörend, zu DDR-Zeiten Kindergarten | 09225313 |
| Weitere Bilder                          | Wohnhaus (Fachwerk) mit vorgebauter Treppe und den seitlichen Stützmauern des Grundstücks                                                   | Am Hausberg 9 (Karte)                                                  | 18. Jh. (Wohnhaus)                                                               | baugeschichtlich, städtebaulich und ortsbildprägend von Bedeutung | 09220544 |
| Weitere Bilder                          | Wohnhaus mit vorgelagerter hoher Stützmauer                                                                                                 | Am Hausberg 10 (Karte)                                                 | Ende 18. Jh. (Wohnhaus)                                                          | baugeschichtlich, städtebaulich und ortsbildprägend von Bedeutung, in der Stützmauer barockes Portal | 09220543 |
|                                         | Stützmauern der Grundstücke | Am Hausberg 11; 12 (vor) (Karte)                                       | 18./19. Jh. (Stützmauer)                                                         | ortsbildprägend von Bedeutung | 09223717 |
| Weitere Bilder                          | Wohnhaus mit vorgelagerter Stützmauer (am Grundstück die Schaftreppe)                                                                       | Am Hausberg 13 (Karte)                                                 | Anfang 19. Jh. (Wohnhaus)                                                        | baugeschichtlich, städtebaulich und ortsbildprägend von Bedeutung, Haustür mit Korbbogen | 09220557 |
| Weitere Bilder                          | Schaftreppe | Am Hausberg 15; 17 (neben) (Karte)                                     | 19. Jh. (Treppenanlage)                                                          | Treppe als Verbindung von der Bergstraße über Am Hausberg und Schandauer Straße zur Krietzschwitzer Straße; baugeschichtlich und ortsgeschichtlich von Bedeutung, Treppe zum Teil mit schönem gusseisernen Geländer; Die Schaftreppe wurde als fußläufige Verbindung zwischen der Bergstraße und der Hausbergsiedlung angelegt, da die Benutzung der Hausbergstraße aufgrund ihrer Steilheit und des regen Fuhrwerkverkehrs für Fußgänger nicht ungefährlich war. Der obere Teil wurde mit 147 Stufen 1856 ausgebaut. Mit der Anlage der heutigen Trassenführung der B 172 wurde die Treppe 1903 erneut umgebaut und mit einem gusseisernen Geländer versehen. 2010/11 erfolgte die Sanierung der kompletten Treppenanlage. | 09220539 |
| Weitere Bilder                          | Wohnhaus mit zwei Baukörpern, das rechte Haus (Nr. 17a) ehem. Gaststätte                                                                    | Am Hausberg 17; 17a (Karte)                                            | 1. Hälfte 19. Jh. (Wohnhaus), prägender Umbau 1891, im Ursprung älter (Gasthaus) | baugeschichtlich, städtebaulich und ortsgeschichtlich von Bedeutung, linkes Haus mit klassizistischem Portal, rechtes Haus ein Gründerzeitbau mit älterem barocken Portal, ab 1898 Gasthaus „Zum goldenen Engel“ (in diesem Bau auch ein Saal); Der südliche Teil wurde 1891 errichtet und beherbergte seit 1898 den Gasthof „Goldener Engel“ mit einem großen Saal im 1. Obergeschoss | 09220538 |
|                                         | Wohnhäuser einer Wohnanlage (vgl. auch Mühlenstraße 10, 10a), mit Einfriedung                                                               | Am Kohlberg 1; 3; 5; 7 (Karte)                                         | bezeichnet 1932 (Wohnhaus)                                                       | städtebaulich und baugeschichtlich von Bedeutung, im Heimatstil | 09220927 |
| Weitere Bilder                          | Villa mit zwei Nebengebäuden, Gartenpavillon, Park und Einfriedung                                                                          | An der Gottleuba 1 (Karte)                                             | 1908 und später (Fabrikantenvilla), 1910er Jahre (Gartenhaus)                    | baugeschichtlich, künstlerisch, kunstgeschichtlich und ortsgeschichtlich von Bedeutung, prachtvoller Villenbau des Kunstseidenfabrikanten Hugo Küttner, im Reformstil der Zeit um 1910 (Architekt: Georg Heinsius von Mayenburg), Foyer und Treppenhaus mit originaler Ausstattung, umgeben von einem großzügigen Landhausgarten, Musikschule Sächsische Schweiz. | 09220642 |
|                                         | Wohnhaus einer Wohnanlage (am Postweg, bauliche Einheit mit Postweg Nr. 10–36)                                                              | Äußere Kohlbergstraße 1 (Karte)                                        | 1920er Jahre (Mehrfamilienwohnhaus)                                              | baugeschichtlich und städtebaulich von Bedeutung, im Heimatstil | 09220650 |
|                                         | Wohnhaus einer Wohnanlage | Äußere Kohlbergstraße 2; 4; 6 (Karte)                                  | 1920er Jahre (Mehrfamilienwohnhaus)                                              | baugeschichtlich von Bedeutung | 09220652 |
|                                         | Wohnhaus einer Wohnanlage | Äußere Kohlbergstraße 3; 5; 7 (Karte)                                  | 1920er Jahre (Mehrfamilienwohnhaus)                                              | baugeschichtlich von Bedeutung | 09220651 |
|                                         | Wohnhaus einer Wohnanlage | Äußere Kohlbergstraße 8; 10; 12 (Karte)                                | 1920er Jahre (Mehrfamilienwohnhaus)                                              | baugeschichtlich von Bedeutung | 09220653 |
| Weitere Bilder                          | Gasthof (mit Konzertsaal) und jüngerem Vorbau                                                                                               | Bergstraße 2 (Karte)                                                   | 3. Viertel 19. Jh. (Gasthof)                                                     | baugeschichtlich und ortsgeschichtlich von Bedeutung, innere Gestaltung aus DDR-Zeiten | 09220528 |
|                                         | Wohnhaus | Bergstraße 10 (Karte)                                                  | spätes 19. Jh. (Wohnhaus)                                                        | baugeschichtlich und städtebaulich von Bedeutung, ein frühes Gründerzeithaus | 09220524 |
|                                         | Wohnhaus | Bergstraße 14 (Karte)                                                  | um 1912 (Wohnhaus)                                                               | baugeschichtlich von Bedeutung, im Reformstil der Zeit um 1910, stattlich mit Erkern | 09220522 |
|                                         | Wohnhaus in offener Bebauung | Bergstraße 16 (Karte)                                                  | um 1910 (Villa)                                                                  | baugeschichtlich von Bedeutung, im Reformstil der Zeit um 1910, sehr anspruchsvoll mit Anklängen an Heimatstil und Neoklassizismus, ortsbildprägende Lage an einer Straßenkreuzung | 09220521 |
| Weitere Bilder                          | Wohnhaus und Stützmauer des Grundstücks mit Freitreppe                                                                                      | Braustraße 2 (Karte)                                                   | bezeichnet 1767 (Wohnhaus)                                                       | baugeschichtlich und städtebaulich von Bedeutung, schlichter Barockbau mit Korbbogenportal | 09220503 |
| Weitere Bilder                          | Mietshaus, Eckhaus | Braustraße 7 (Karte)                                                   | spätes 19. Jh. (Mietshaus)                                                       | städtebaulich von Bedeutung | 09220511 |
| Weitere Bilder                          | Mietshaus in halboffener Bebauung | Braustraße 7c (Karte)                                                  | 1889 (Mietshaus)                                                                 | baugeschichtlich und städtebaulich von Bedeutung, ein Gründerzeithaus | 09220512 |
| Weitere Bilder                          | Wohnhaus in halboffener Bebauung | Braustraße 8 (Karte)                                                   | um 1870 (Wohnhaus)                                                               | baugeschichtlich und stadtentwicklungsgeschichtlich von Bedeutung, Teil der älteren Bebauung | 09220515 |
|                                         | Mietshaus in offener Bebauung | Braustraße 9c (Karte)                                                  | um 1880 (Mietshaus)                                                              | baugeschichtlich und städtebaulich von Bedeutung, ein Gründerzeitgebäude, stattlicher Baukörper in straßenbildprägender Lage | 09220516 |
| Weitere Bilder                          | Mietshaus in geschlossener Bebauung, mit Läden                                                                                              | Braustraße 10b (Karte)                                                 | 1880er Jahre (Mietshaus)                                                         | baugeschichtlich und städtebaulich von Bedeutung, ein Gründerzeithaus mit prächtigem Eingangsportal | 09220514 |
| Weitere Bilder                          | Wohnhaus in halboffener Bebauung | Braustraße 10c (Karte)                                                 | um 1870 (Wohnhaus)                                                               | baugeschichtlich und stadtentwicklungsgeschichtlich von Bedeutung | 09220513 |
| Weitere Bilder                          | Nebengebäude (rechter Bau auf dem Grundstück)                                                                                               | Braustraße 12 (Karte)                                                  | wohl noch 18. Jh. (Nebengebäude)                                                 | baugeschichtlich und wirtschaftsgeschichtlich von Bedeutung, war wohl eine Schmiede, mit großem Dach und Fledermausgaupen | 09223720 |
| Weitere Bilder                          | Nebengebäude | Braustraße 12a (Karte)                                                 | wohl noch 18. Jh. (Nebengebäude)                                                 | baugeschichtlich und wirtschaftsgeschichtlich von Bedeutung, eingeschossiger Bau mit großem Dach | 09223721 |
| Weitere Bilder                          | Wohnhaus (mit kleinem Anbau einer Seilerei)                                                                                                 | Braustraße 14 (Karte)                                                  | 2. Hälfte 19. Jh. (Wohnhaus), 1914 (Verkaufspavillon)                            | baugeschichtlich und wirtschaftsgeschichtlich von Bedeutung | 09223722 |
| Weitere Bilder                          | Parkanlage | Breite Straße (Karte)                                                  | Anfang 20. Jh. (Parkanlage)                                                      | gartenhistorisch und ortsgeschichtlich von Bedeutung, Parkanlage im Bereich des ehemaligen Nikolai-Friedhofes der (1875 abgebrochenen) Nikolaikirche | 09222888 |
| Weitere Bilder                          | Mietshaus in geschlossener Bebauung | Breite Straße 1 (Karte)                                                | 1880er Jahre, Kern älter (Mietshaus)                                             | baugeschichtlich und städtebaulich von Bedeutung, ein Gründerzeithaus | 09220420 |
| Weitere Bilder                          | Hofanlage, Wohnhaus mit allen Nebengebäuden und Sandsteinbelag im Hof                                                                       | Breite Straße 2 (Karte)                                                | Anfang 18. Jh. (Wohnhaus)                                                        | baugeschichtlich, sozialgeschichtlich, wirtschaftsgeschichtlich, hausgeschichtlich und städtebaulich von Bedeutung, ortsbildprägende Lage, Gebäude mit großer Tordurchfahrt und barockem Portal, im Hof hölzerne Galerie auf Pfeilern | 09220421 |
| Weitere Bilder                          | Wohnhaus in geschlossener Bebauung, mit linkem Hofflügel und Nebengebäude im Hof                                                            | Breite Straße 3 (Karte)                                                | 18. Jh. (Wohnhaus)                                                               | baugeschichtlich, sozialgeschichtlich und wirtschaftsgeschichtlich von Bedeutung, Wohnhaus mit gewölbter Durchfahrt, wahrscheinlich Ackerbürgerhaus | 09220419 |
| Weitere Bilder                          | Wohn- und Geschäftshaus in geschlossener Bebauung                                                                                           | Breite Straße 4 (Karte)                                                | bezeichnet 1897 (Wohn- und Geschäftshaus)                                        | baugeschichtlich, städtebaulich und künstlerisch von Bedeutung, prächtiges Gründerzeitgebäude (Sandsteinfassade), durch einen Seitenrisalit mit Treppengiebel betont | 09220422 |
| Weitere Bilder                          | Mietshaus in geschlossener Bebauung, mit Läden                                                                                              | Breite Straße 5 (Karte)                                                | 1880er Jahre (Mietshaus)                                                         | baugeschichtlich und städtebaulich von Bedeutung, ein Gründerzeithaus | 09220418 |
| Weitere Bilder                          | Wohnhaus in geschlossener Bebauung, mit Hofflügel und Hinterhaus (vermutl. Scheune)                                                         | Breite Straße 6 (Karte)                                                | 18. Jh. (Wohnhaus)                                                               | baugeschichtlich und wirtschaftsgeschichtlich von Bedeutung, Wohnhaus mit großer Tordurchfahrt | 09220423 |
| Weitere Bilder                          | Mietshaus in geschlossener Bebauung | Breite Straße 7 (Karte)                                                | 1890er Jahre (Mietshaus)                                                         | mit Ladenfront, baugeschichtlich und städtebaulich von Bedeutung, ein Gründerzeithaus mit prächtiger Sandsteinfassade | 09220417 |
| Weitere Bilder                          | Wohnhaus in halboffener Bebauung | Breite Straße 8 (Karte)                                                | um 1850, Kern älter (Wohnhaus)                                                   | baugeschichtlich und städtebaulich von Bedeutung, Gründerzeitfassade (im Kern älter) | 09220424 |
|                                         | Wohnhaus in geschlossener Bebauung | Breite Straße 9 (Karte)                                                | 1872, Kern älter (Wohnhaus)                                                      | baugeschichtlich und städtebaulich von Bedeutung, Gründerzeitfassade, mit großer Hofdurchfahrt | 09220416 |
|                                         | Wohnhaus mit Seitenflügel im Hof | Breite Straße 12 (Karte)                                               | 18. Jh. (Wohnhaus)                                                               | jüngerer Ladeneinbau, baugeschichtlich, wirtschaftsgeschichtlich und städtebaulich von Bedeutung, Vorderhaus mit großer Tordurchfahrt, im Hof Seitenflügel mit steinernen Arkaden | 09220425 |
|                                         | Hofanlage, Wohnhaus mit allen Nebengebäuden                                                                                                 | Breite Straße 14 (Karte)                                               | 19. Jh. (Wohnhaus)                                                               | baugeschichtlich, wirtschaftsgeschichtlich und städtebaulich von Bedeutung, Vorderhaus sehr lang und stattlich, mit Tordurchfahrt | 09220426 |
| Weitere Bilder                          | Mietshaus in geschlossener Bebauung | Breite Straße 15 (Karte)                                               | 1890er Jahre (Mietshaus)                                                         | baugeschichtlich und städtebaulich von Bedeutung, ein Gründerzeithaus (Sandsteinfassade) | 09220413 |
|                                         | Wohnhaus in geschlossener Bebauung, mit rückwärtigem Flügel                                                                                 | Breite Straße 16 (Karte)                                               | 1. Hälfte 19. Jh. (Wohnhaus)                                                     | städtebaulich von Bedeutung | 09220971 |
|                                         | Wohnhaus in geschlossener Bebauung | Breite Straße 17 (Karte)                                               | bezeichnet 1836 (Wohnhaus)                                                       | baugeschichtlich und städtebaulich von Bedeutung, vorgründerzeitliche Bebauung mit großer Tordurchfahrt | 09220412 |
|                                         | Wohnhaus in geschlossener Bebauung | Breite Straße 18 (Karte)                                               | 1. Hälfte 19. Jh. (Wohnhaus)                                                     | städtebaulich von Bedeutung | 09227075 |
|                                         | Wohnhaus in geschlossener Bebauung, mit nördlichem Hofflügel                                                                                | Breite Straße 19 (Karte)                                               | 18. Jh. (Wohnhaus)                                                               | städtebaulich, künstlerisch und baugeschichtlich von Bedeutung, barockes Gebäude mit Hofdurchfahrt und Mansarddach, Fassade mit Kolossalpilastern | 09220411 |
| Weitere Bilder                          | Wohnhaus in geschlossener Bebauung | Breite Straße 20 (Karte)                                               | 19. Jh. (Wohnhaus)                                                               | mit Laden, baugeschichtlich von Bedeutung | 09220427 |
|                                         | Mietshaus in geschlossener Bebauung | Breite Straße 23 (Karte)                                               | 1880er Jahre (Mietshaus)                                                         | baugeschichtlich und städtebaulich von Bedeutung, ein Gründerzeithaus mit straßenbildprägendem Erker | 09220409 |
|                                         | Wohnhaus, Eckhaus in halboffener Bebauung                                                                                                   | Breite Straße 24 (Karte)                                               | 1. Hälfte 19. Jh. (Wohnhaus)                                                     | mit Laden, baugeschichtlich und städtebaulich von Bedeutung, interessanter Ladeneinbau der 1. Hälfte des 20. Jahrhunderts | 09220429 |
| Weitere Bilder                          | Wohn- und Geschäftshaus, Eckhaus in halboffener Bebauung                                                                                    | Breite Straße 25 (Karte)                                               | 1890er Jahre (Wohn- und Geschäftshaus)                                           | baugeschichtlich, künstlerisch und städtebaulich von Bedeutung, repräsentatives Gründerzeitgebäude mit straßenbildprägendem Dachhelm, Eckerker und Balkonen | 09220408 |
| Weitere Bilder                          | Wohnhaus (mit zwei Hausnummern), Eckhaus in halboffener Bebauung                                                                            | Breite Straße 26; 28 (Karte)                                           | um 1850 (Mietshaus)                                                              | mit Ladenfront, baugeschichtlich und städtebaulich von Bedeutung, ein Gründerzeitgebäude mit Balkonen | 09220430 |
| Weitere Bilder                          | Doppelmietshaus in geschlossener Bebauung                                                                                                   | Breite Straße 30; 32 (Karte)                                           | 4. Viertel 19. Jh. (Mietshaus)                                                   | mit originaler Ladenfront, baugeschichtlich und städtebaulich von Bedeutung, Gründerzeitgebäude | 09220431 |
|                                         | Wohnhaus (mit zwei Hausnummern) in geschlossener Bebauung                                                                                   | Breite Straße 34; 36 (Karte)                                           | 3. Viertel 19. Jh. (Wohnhaus)                                                    | schöne Ladenfront, städtebaulich und baugeschichtlich von Bedeutung | 09220432 |
|                                         | Wohnhaus in geschlossener Bebauung (mit Nr. 40 verbunden)                                                                                   | Breite Straße 38 (Karte)                                               | 18. Jh. (Wohnhaus)                                                               | städtebaulich von Bedeutung | 09220435 |
|                                         | Wohnhaus in geschlossener Bebauung (mit Nr. 38 verbunden)                                                                                   | Breite Straße 40 (Karte)                                               | 18. Jh. (Wohnhaus)                                                               | städtebaulich von Bedeutung, schöne Ladenfront | 09221178 |
|                                         | Wohnhaus in geschlossener Bebauung | Breite Straße 42 (Karte)                                               | 18. Jh. (Wohnhaus)                                                               | baugeschichtlich und städtebaulich von Bedeutung | 09221179 |
|                                         | Wohnhaus in geschlossener Bebauung | Breite Straße 44 (Karte)                                               | 18. Jh. (Wohnhaus)                                                               | städtebaulich von Bedeutung | 09221180 |
|                                         | Wohnhaus in geschlossener Bebauung | Breite Straße 46 (Karte)                                               | 18. Jh. bis 19. Jh. (Wohnhaus)                                                   | baugeschichtlich und städtebaulich von Bedeutung | 09220433 |
|                                         | Wohnhaus in geschlossener Bebauung | Breite Straße 48 (Karte)                                               | 1. Hälfte 19. Jh. (Wohnhaus)                                                     | baugeschichtlich und städtebaulich von Bedeutung, klassizistische Fassade | 09220434 |
| Weitere Bilder                          | Ehemaliges Waisenhaus (ehemals drei Gebäudeteile)                                                                                           | Clara-Zetkin-Straße 1 (Karte)                                          | 18. Jh. (Waisenhaus)                                                             | baugeschichtlich, städtebaulich und ortsgeschichtlich von Bedeutung, schlichter Barockbau, am Hauptgebäude Korbbogenportal | 09220631 |
| Weitere Bilder                          | Wohnhaus (Villa), darunter Gewölbekeller und hinterer Anbau (abgerissen)                                                                    | Clara-Zetkin-Straße 2 (Karte)                                          | 1. Hälfte 19. Jh. (Nebengebäude)                                                 | baugeschichtlich und ortsgeschichtlich von Bedeutung, die Villa erbaut auf den Grundmauern der Gutsbrennerei des Liebenauschen Vorwerks | 09220630 |
| Weitere Bilder                          | Vorwerk (Bau entlang der Straße) und Torbogen                                                                                               | Clara-Zetkin-Straße 3 (Karte)                                          | bezeichnet 1641–1642 (Vorwerk)                                                   | baugeschichtlich und ortsgeschichtlich von Bedeutung, an der Fassade Wappen und Inschrift „erbaut 1641–1642 von Johann Siegmund von Liebenau, dem Verteidiger der Festung Sonnenstein“ | 09220001 |
| Weitere Bilder                          | Gasthof „Zum Blauen Hecht“ | Clara-Zetkin-Straße 4 (Karte)                                          | 18. Jh. (Gasthof)                                                                | Gasthof; baugeschichtlich, städtebaulich und ortsgeschichtlich von Bedeutung, geht auf die Erbauung des Liebenauschen Vorwerks (Nummer3) nach 1639 zurück, diente vor allem den Steinfuhrleuten und den Bauern als Einkehrstätte, barocker Bau, kassettierte originale Haustür | 09220768 |
| Weitere Bilder                          | Villa mit Einfriedung | Clara-Zetkin-Straße 5 (Karte)                                          | 1870er Jahre (Villa)                                                             | baugeschichtlich von Bedeutung, herrschaftlicher Gründerzeitbau, im Mittelrisalit Palladio-Motiv | 09220600 |
| Weitere Bilder                          | Doppelwohnhaus mit Einfriedung | Clara-Zetkin-Straße 5b; 5c (Karte)                                     | 1920er Jahre (Wohnhaus)                                                          | baugeschichtlich und ortsgeschichtlich von Bedeutung, baulich einheitlicher Komplex mit Geschwister-Scholl-Straße 1 und 2, ehemals vermutlich Wohnhaus für städtische Angestellte | 09220595 |
|                                         | Villa | Clara-Zetkin-Straße 6 (Karte)                                          | bezeichnet 1892 (Villa)                                                          | baugeschichtlich von Bedeutung, ein Gründerzeitgebäude mit noch klassizistischer Gestaltung | 09220594 |
| Weitere Bilder                          | Mietshaus in Ecklage, mit Nebengebäude | Clara-Zetkin-Straße 2 a (Karte)                                        | 1890er Jahre (Mietshaus)                                                         | baugeschichtlich und städtebaulich von Bedeutung, ein Gründerzeithaus | 09220592 |
| Weitere Bilder                          | Villa | Clara-Zetkin-Straße 9 (Karte)                                          | 1890er Jahre (Villa)                                                             | baugeschichtlich von Bedeutung, ein Gründerzeitgebäude | 09220593 |
| Weitere Bilder                          | Mietshaus, Eckhaus in halboffener Bebauung                                                                                                  | Clara-Zetkin-Straße 12 (Karte)                                         | 1890er Jahre (Mietshaus)                                                         | baugeschichtlich und städtebaulich von Bedeutung, ein Gründerzeithaus mit markanten Dachaufbauten | 09220597 |
| Weitere Bilder                          | Wohnhaus in offener Bebauung | Clara-Zetkin-Straße 18 (Karte)                                         | 1870er Jahre (Wohnhaus)                                                          | baugeschichtlich und künstlerisch von Bedeutung, ein Gründerzeithaus, stattlich und anspruchsvoll, noch im klassizistischen Stil gehalten | 09220629 |
| Weitere Bilder                          | Mietshaus | Clara-Zetkin-Straße 20 (Karte)                                         | 1919 (Auskunft)                                                                  | baugeschichtlich von Bedeutung, im Reformstil der Zeit um 1910 | 09220632 |
| Weitere Bilder                          | Mietshaus mit Läden | Clara-Zetkin-Straße 21 (Karte)                                         | 1890er Jahre (Mietshaus)                                                         | baugeschichtlich und städtebaulich von Bedeutung, ein Gründerzeithaus (Klinkerfassade) mit straßenbildprägenden Balkonen | 09220633 |
| Weitere Bilder                          | Goetheschule | Dohnaischer Platz 1 (Karte)                                            | 1872/1873 (Schule)                                                               | Schulbau mit Turnhalle; baugeschichtlich, städtebaulich, ortsgeschichtlich und platzbildprägend von Bedeutung, ein Gründerzeitgebäude, ortsbildprägend an der Wallanlage | 09220317 |
| Weitere Bilder                          | Hotel Schwarzer Adler | Dohnaischer Platz 2 (Karte)                                            | 1890er Jahre (Gasthof), Ende 19. Jh. (Tanzsaal)                                  | Hotel (zwei Gebäudeteile) mit Saal; baugeschichtlich, städtebaulich, ortsgeschichtlich und platzbildprägend von Bedeutung, ursprünglich ein Vorstadtgasthof, Ausbau zum renommierten Hotel in der Gründerzeit, ortsbildprägend an der Wallanlage | 09220318 |
| Weitere Bilder                          | Wohnhaus mit Seitenflügel im Hof | Dohnaischer Platz 3 (Karte)                                            | 18. Jh. (Wohnhaus)                                                               | baugeschichtlich und städtebaulich von Bedeutung, vorgründerzeitliche Bebauung mit großer Tordurchfahrt und jüngeren Ladeneinbauten, ortsbildprägend an der Wallanlage | 09220319 |
|                                         | Villa | Dr.-Friedrichs-Höhe 25 (Karte)                                         | um 1912 (Villa)                                                                  | baugeschichtlich von Bedeutung, im Heimatstil | 09220578 |
|                                         | Villa | Dr.-Friedrichs-Höhe 26 (Karte)                                         | um 1912 (Villa)                                                                  | baugeschichtlich von Bedeutung, im Heimatstil | 09220577 |
| Weitere Bilder                          | Verwaltungsgebäude | Dr.-Wilhelm-Külz-Straße 9 (Karte)                                      | um 1900 (Verwaltung)                                                             | baugeschichtlich und ortsgeschichtlich von Bedeutung, zeitweilig Gefängnis des benachbarten Gerichts, ortsbildprägend an der Wallanlage | 09220501 |
| Weitere Bilder                          | Gerichtsgebäude, vorher Industriebau | Dr.-Wilhelm-Külz-Straße 10 (Karte)                                     | 1836 (Gericht)                                                                   | baugeschichtlich, städtebaulich und ortsgeschichtlich von Bedeutung, entstanden auf dem Gelände einer ehemaligen Zuckerraffinerie (1836–1842), dann Amtsgericht (1854–1998), Gebäude mit Kolossallisenen und klassizistischer Gestaltung, ortsbildprägend an der Wallanlage | 09220500 |
| Weitere Bilder                          | Villa mit Einfriedung | Dr.-Wilhelm-Külz-Straße 12 (Karte)                                     | 1859/60, Umbau um 1900 (Villa)                                                   | baugeschichtlich, ortsgeschichtlich und städtebaulich von Bedeutung, ein Bau der Gründerzeit im Stil der Dresdner Semper-Nicolai-Schule, hervorgehoben durch Mittelrisalit mit Balkon, spätgründerzeitliche Erweiterung mit Volutengiebel, ortsbildprägend an der Wallanlage | 09220499 |
| Weitere Bilder                          | Wohnhaus einer Wohnanlage (vgl. Nr. 4–6, 7–9, 10–11)                                                                                        | Fritz-Ehrlich-Straße 1; 2; 3 (Karte)                                   | 1954–1955 (Mehrfamilienwohnhaus)                                                 | baugeschichtlich von Bedeutung, im Stil der Nationalen Bautradition der frühen DDR-Zeit | 09220664 |
| Weitere Bilder                          | Wohnhaus einer Wohnanlage (vgl. Nr. 1–3, 7–9, 10–11)                                                                                        | Fritz-Ehrlich-Straße 4; 5; 6 (Karte)                                   | 1954–1955 (Mehrfamilienwohnhaus)                                                 | baugeschichtlich von Bedeutung, im Stil der Nationalen Bautradition der frühen DDR-Zeit | 09220665 |
| Weitere Bilder                          | Wohnhaus einer Wohnanlage (vgl. Nr. 1–3, 4–6, 10–11)                                                                                        | Fritz-Ehrlich-Straße 7; 8; 9 (Karte)                                   | 1954–1955 (Mehrfamilienwohnhaus)                                                 | baugeschichtlich von Bedeutung, im Stil der Nationalen Bautradition der frühen DDR-Zeit | 09220666 |
| Weitere Bilder                          | Wohnhaus einer Wohnanlage (vgl. Nr. 1–3, 4–6, 7–9)                                                                                          | Fritz-Ehrlich-Straße 10; 11 (Karte)                                    | 1954–1955 (Mehrfamilienwohnhaus)                                                 | baugeschichtlich von Bedeutung, im Stil der Nationalen Bautradition der frühen DDR-Zeit | 09220667 |
| Weitere Bilder                          | Verwaltungsgebäude mit zwei Nebengebäuden und Einfriedung                                                                                   | Geschwister-Scholl-Straße 1 (Karte)                                    | 1929 (Verwaltung)                                                                | baugeschichtlich und ortsgeschichtlich von Bedeutung, baulich einheitlicher Komplex mit Geschwister-Scholl-Straße 2 und Clara-Zektin-Straße 5b/5c, früher städtischer Fuhrpark, seit 1958 Deutsches Rotes Kreuz | 09220596 |
| Weitere Bilder                          | Ehem. Arbeitsamt | Geschwister-Scholl-Straße 2 (Karte)                                    | 1926 (Arbeitsamt)                                                                | Urspr. Arbeitsnachweisgebäude (heute Volkshochschule), mit Einfriedung; baugeschichtlich und ortsgeschichtlich von Bedeutung, baulich einheitlicher Komplex mit Geschwister-Scholl-Straße 1 und Clara-Zektin-Straße 5b/5c, anfangs Arbeitsamt, später Versicherungsgebäude, repräsentativer Bau | 09220579 |
| Weitere Bilder                          | Schützenhaus, mit Vordergebäude, Schießhaus und Schießbahn, mit Stützmauern des Areals und allen Treppenaufgängen                           | Hohe Straße 1 (Karte)                                                  | ab 1880er Jahre (Schützenhaus)                                                   | ortsgeschichtlich von Bedeutung, Schützenhaus der Schützengilde, straßenbildprägende Lage über hoher Stützmauer in Zyklopenmauerwerk | 09220563 |
| Weitere Bilder                          | Villa mit Einfriedung | Hohe Straße 2 (Karte)                                                  | um 1900 (Villa)                                                                  | baugeschichtlich und städtebaulich von Bedeutung, ein Gründerzeitgebäude (Klinkerfassade), straßenbildprägender Eingangsrisalit mit Volutengiebel, Eckturm zur Gartenseite, ortsbildprägende Lage am Hang | 09220564 |
| Weitere Bilder                          | Villa | Hohe Straße 4 (Karte)                                                  | 1920er Jahre (Villa)                                                             | baugeschichtlich und städtebaulich von Bedeutung, im Reformstil der Zeit nach 1910, ortsbildprägende Lage am Hang | 09220565 |
| Weitere Bilder                          | Villa | Hohe Straße 10 (Karte)                                                 | um 1905 (Villa)                                                                  | baugeschichtlich und städtebaulich von Bedeutung, Gründerzeithaus mit Zierfachwerk | 09220566 |
| Weitere Bilder                          | Villa | Hohe Straße 17 (Karte)                                                 | um 1912 (Villa)                                                                  | baugeschichtlich und städtebaulich von Bedeutung, im Reformstil der Zeit um 1910 | 09220568 |
| Weitere Bilder                          | Wohnhaus | Hohe Straße 23 (Karte)                                                 | 1920er Jahre (Wohnhaus)                                                          | baugeschichtlich und städtebaulich von Bedeutung, im Heimatstil | 09220571 |
| Weitere Bilder                          | Lazarett (später Tbc-Heilanstalt), vier Gebäude (zwei Haupt- und zwei Nebengebäude), mit Einfriedung des Geländes                           | Hohe Straße 28; 30; 32 (Karte)                                         | bezeichnet 1904 am hinteren Gebäude (Krankenhaus)                                | baugeschichtlich, ortsgeschichtlich und straßenbildprägend von Bedeutung, Gründerzeitgebäude (Rohziegelbauten) mit markanten Stufengiebeln | 09220576 |
| Weitere Bilder                          | Villa mit Einfriedung | Hohe Straße 31 (Karte)                                                 | um 1920 (Villa)                                                                  | baugeschichtlich und städtebaulich von Bedeutung, anspruchsvoll gestaltetes Gebäude im Reformstil der Zeit nach 1910 | 09220572 |
| Weitere Bilder                          | Villa mit Einfriedung | Hohe Straße 35 (Karte)                                                 | 1920er Jahre (Villa)                                                             | baugeschichtlich und städtebaulich von Bedeutung, anspruchsvoll gestaltetes Gebäude im Reformstil der Zeit nach 1910 | 09220573 |
| Weitere Bilder                          | Wohnhaus in offener Bebauung | Hohe Straße 63 (Karte)                                                 | 1930er Jahre (Wohnhaus)                                                          | baugeschichtlich und städtebaulich von Bedeutung, im Heimatstil der 1930er Jahre | 09220575 |
|                                         | Wohnhaus einer Wohnanlage, mit eingeschossigem Ladenzwischenbau (zu Postweg 14, Anlage bildete bauliche Einheit mit Postweg Nr. 10–36)      | Jahnstraße 1 (Karte)                                                   | 1920er Jahre (Wohnhaus)                                                          | baugeschichtlich und städtebaulich von Bedeutung, im Heimatstil | 09220658 |
|                                         | Wohnhaus einer Wohnanlage, mit eingeschossigem Ladenzwischenbau (zu Postweg 12, Anlage bildete bauliche Einheit mit Postweg Nr. 10–36)      | Jahnstraße 2 (Karte)                                                   | 1920er Jahre (Wohnhaus)                                                          | baugeschichtlich und städtebaulich von Bedeutung, im Heimatstil | 09220659 |
| Weitere Bilder                          | Doppelmietshaus | Kohlbergstraße 1; 3 (Karte)                                            | um 1900 (Doppelmietshaus)                                                        | baugeschichtlich und städtebaulich von Bedeutung, ein Gründerzeithaus (Klinkerfassade) mit zwei straßenbildprägenden Giebeln | 09223749 |
| Weitere Bilder                          | Mietshaus, Eckhaus zur Seidewitz | Kohlbergstraße 4 (Karte)                                               | um 1900 (Mietshaus)                                                              | baugeschichtlich und städtebaulich von Bedeutung, ein Gründerzeithaus (Klinkerfassade) | 09223750 |
| Weitere Bilder                          | Mietshaus (mit drei Eingängen) | Kohlbergstraße 8; 10; 12 (Karte)                                       | bezeichnet 1904 (Mietshaus)                                                      | baugeschichtlich und städtebaulich von Bedeutung, ein Gründerzeithaus mit Balkonen, im oberen Bereich Zierfachwerk | 09220644 |
| Weitere Bilder                          | Mietshaus in geschlossener Bebauung | Königsteiner Straße 2 (Karte)                                          | 1890er Jahre (Mietshaus)                                                         | baugeschichtlich und städtebaulich von Bedeutung, repräsentatives Gründerzeithaus mit Loggien und originaler Ladenfront | 09220634 |
| Weitere Bilder                          | Wohn- und Geschäftshaus in geschlossener Bebauung                                                                                           | Königsteiner Straße 3 (links) (Karte)                                  | um 1912 (Wohn- und Geschäftshaus)                                                | baugeschichtlich und städtebaulich von Bedeutung, im Reformstil der Zeit um 1910, ortsbildprägende Lage, Blickfang aus der Breiten Straße | 09220635 |
| Weitere Bilder                          | Gasthaus Zum Weißen Roß | Königsteiner Straße 3 (rechts) (Karte)                                 | Kern 1639 (Gasthaus), 1903 (Saalanbau)                                           | Gasthaus in geschlossener Bebauung, mit Saalgebäude und Lichthof im Hintergebäude; baugeschichtlich, ortsgeschichtlich, städtebaulich und künstlerisch von Bedeutung, schönes Sandsteinportal mit Reliefdarstellung eines Rosses, Gedenktafeln an Aufenthalt Goethes 1813, Gedenktafel an die Gründung der KPD-Ortsgruppe Pirna 1919 und die Rede Thälmanns 1925 im Haus | 09220636 |
|                                         | Wohnhaus in geschlossener Bebauung | Königsteiner Straße 4 (Karte)                                          | Kern 18. Jh. (Wohnhaus)                                                          | baugeschichtlich, ortsgeschichtlich und städtebaulich von Bedeutung, möglicherweise ehemals Gasthof | 09220637 |
| Weitere Bilder                          | Mietshaus in halboffener Bebauung | Königsteiner Straße 4b (Karte)                                         | 1880er Jahre (Mietshaus)                                                         | baugeschichtlich und städtebaulich von Bedeutung, ein Gründerzeithaus (Sandsteinfassade) | 09220638 |
| Weitere Bilder                          | Ehem. Grabmal | Königsteiner Straße 5; 6 (hinter)                                      | Ende 18. Jh. (Denkmal)                                                           | baugeschichtlich, künstlerisch und ortsgeschichtlich von Bedeutung, schönes barockes Grabmal mit einer unleserlichen Inschrift, vom ehem. Weiten Friedhof | 09301806 |
| Weitere Bilder                          | Wohnhaus | Königsteiner Straße 11 (Karte)                                         | 1920er Jahre (Wohnhaus)                                                          | baugeschichtlich von Bedeutung, einziges Holzhaus in Pirna, im Heimatstil | 09220641 |
| Weitere Bilder                          | Neumühle; Knaufmühle; Promnitzens Mühle; Steingutfabrik                                                                                     | Königsteiner Straße 12 (Karte)                                         | um 1850 (erste Erwähnung 1443)                                                   | Mühlenanwesen mit drei Gebäuden und Hofpflasterung; baugeschichtlich, ortsgeschichtlich und technikgeschichtlich von Bedeutung | 09220710 |
| Weitere Bilder                          | Villa | Königsteiner Straße 13 (Karte)                                         | um 1900 (Villa)                                                                  | baugeschichtlich und ortsgeschichtlich von Bedeutung, ein Gründerzeitgebäude | 09220711 |
| Weitere Bilder                          | Wohnhaus in offener Bebauung, durch Mauer mit Garage verbunden, dazu die Einfriedung                                                        | Max-Schwarze-Straße 1 (Karte)                                          | 1930er Jahre (Wohnhaus), um 1910 (Einfriedung)                                   | baugeschichtlich von Bedeutung, Einfamilienhaus in typischer 1930er-Jahre-Architektur (mit Anklängen an die Neue Sachlichkeit), ältere Jugendstil-Einfriedung | 09226923 |
| Weitere Bilder                          | Villa mit Einfriedung | Max-Schwarze-Straße 2 (Karte)                                          | um 1905 (Villa)                                                                  | baugeschichtlich von Bedeutung, ein Bau im Reformstil der Zeit um 1900 mit Jugendstilanklängen | 09220660 |
| Weitere Bilder                          | Wohnhaus in offener Bebauung, mit Einfriedung                                                                                               | Max-Schwarze-Straße 4 (Karte)                                          | 1935 (Wohnhaus)                                                                  | baugeschichtlich von Bedeutung, mit Anklängen an den Stil der Neuen Sachlichkeit (Kragplatte über Tür, Balkon), erbaut für Dr. phil. Martin Rudolph | 09220661 |
| Weitere Bilder                          | Wohnhaus in offener Bebauung, mit Einfriedung                                                                                               | Max-Schwarze-Straße 8 (Karte)                                          | 1936 (Wohnhaus)                                                                  | baugeschichtlich von Bedeutung, typische 1930er-Jahre-Architektur (Heimatstil), erbaut für Herrn Betriebsdirektor Walter Zumpe | 09220662 |
|                                         | Wohnhaus | Mühlenstraße 1 (Karte)                                                 | 1. Hälfte 19. Jh. (Wohnhaus)                                                     | baugeschichtlich von Bedeutung, im klassizistischen Stil, mit schön bedachtem Portal | 09220587 |
|                                         | Kohlmühle | Mühlenstraße 3 (Karte)                                                 | 2. Hälfte 19. Jh., erwähnt 1412 (Mühle), nach 1800 (Wohnhaus)                    | Mühle mit dreiseitiger Bebauung, eingeschlossen das stattliche Mühlengebäude (mit erhöhtem Kopfbau), das Wohnhaus und die eingeschossige Scheune; baugeschichtlich, ortsgeschichtlich und technikgeschichtlich von Bedeutung | 09220928 |
|                                         | Wohnhaus | Mühlenstraße 4 (Karte)                                                 | 1. Hälfte 19. Jh. (Wohnhaus)                                                     | baugeschichtlich von Bedeutung, in spätklassizistischer Gestaltung | 09220586 |
|                                         | Doppelwohnhaus | Mühlenstraße 7; 8 (Karte)                                              | um 1880 (Doppelwohnhaus)                                                         | baugeschichtlich von Bedeutung, ein Gründerzeitgebäude | 09220585 |
|                                         | Wohnhaus einer Wohnanlage (vgl. auch Am Kohlberg 1, 3, 5, 7), mit Einfriedung                                                               | Mühlenstraße 10 (Karte)                                                | 1930er Jahre (Wohnhaus)                                                          | städtebaulich und baugeschichtlich von Bedeutung, im Heimatstil | 09220583 |
|                                         | Wohnhaus einer Wohnanlage (vgl. auch Am Kohlberg 1, 3, 5, 7), mit Einfriedung                                                               | Mühlenstraße 10a (Karte)                                               | 1930er Jahre (Wohnhaus)                                                          | städtebaulich und baugeschichtlich von Bedeutung, im Heimatstil | 09223734 |
|                                         | Villa mit Resten der Einfriedung | Mühlenstraße 12 (Karte)                                                | um 1900 (Villa)                                                                  | städtebaulich und baugeschichtlich von Bedeutung, ein herrschaftliches Gründerzeitgebäude im Stil der deutschen Neorenaissance | 09220582 |
| Weitere Bilder                          | Mietshaus, vom Typus in geschlossener Bebauung                                                                                              | Nicolaistraße 2 (Karte)                                                | 1880er Jahre (Mietshaus)                                                         | baugeschichtlich und städtebaulich von Bedeutung, ein Gründerzeithaus mit noch spätklassizistischer Fassade | 09220506 |
| Weitere Bilder                          | Grundschule „Am Friedenspark“ (früher: Friedrich-Schiller-Gymnasium)                                                                        | Nicolaistraße 3 (Karte)                                                | bezeichnet 1898–1899 (Schule)                                                    | Schulbau mit Turnhalle; baugeschichtlich, städtebaulich und ortsgeschichtlich von Bedeutung, ein stattliches Gründerzeitgebäude im Stil des Neobarock | 09220507 |
| Weitere Bilder                          | Villa mit Einfriedung | Nicolaistraße 5 (Karte)                                                | 1890er Jahre (Villa)                                                             | baugeschichtlich und städtebaulich von Bedeutung, ein Gründerzeitgebäude | 09220508 |
| Weitere Bilder                          | Heil- und Pflegeanstalt Pirna-Sonnenstein: ehemaliges Genesungshaus und Einfriedung mit Eingangspavillon (Einzeldenkmal zu ID-Nr. 09221045) | Obere Burgstraße 8 (Karte)                                             | 1825–1826 (Heilanstaltsbestandteil)                                              | Einzeldenkmal der Sachgesamtheit Heil- und Pflegeanstalt Pirna-Sonnenstein: ehemaliges Genesungshaus und Einfriedung mit Eingangspavillon (diese ebenso zu Nr. 7 gehörend), (das ehemalige Gartenhaus Am Hausberg 8, ID-Nr. 09225313); baugeschichtlich, künstlerisch, städtebaulich und ortsgeschichtlich von Bedeutung, reizvoller klassizistischer Bau, Mittelrisalit mit Dreiecksgiebel, an den Schmalseiten Palladio-Motiv | 09220060 |
|                                         | Doppelwohnhaus einer Wohnanlage (mit Nr. 5/7 und Rottwerndorfer Straße 33/35 u. 37/39)                                                      | Otto-Walther-Straße 1; 3 (Karte)                                       | 1920er Jahre (Doppelwohnhaus)                                                    | baugeschichtlich und städtebaulich von Bedeutung, im Heimatstil | 09220626 |
|                                         | zwei Wohnhäuser (winkelförmig aneinandergebaut) einer Wohnanlage (mit Nr. 1/3 und Rottwerndorfer Straße 33/35 u. 37/39)                     | Otto-Walther-Straße 5; 7 (Karte)                                       | 1920er Jahre (Doppelwohnhaus)                                                    | baugeschichtlich und städtebaulich von Bedeutung, im Heimatstil | 09221055 |
| Weitere Bilder                          | Straßenbrücke über die Seidewitz | Postweg (Karte)                                                        | um 1740 (Straßenbrücke)                                                          | technikgeschichtlich und baugeschichtlich von Bedeutung, Sandsteinbogenbrücke | 09220978 |
| Weitere Bilder                          | Wohnhäuser einer Wohnanlage (siehe auch Jahnstraße 1, 2 und Äußere Kohlbergstraße 1)                                                        | Postweg 10; 12; 14; 16; 18; 20; 22; 24; 26; 28; 30; 32; 34; 36 (Karte) | 1920er Jahre (Wohnhaus)                                                          | baugeschichtlich und städtebaulich von Bedeutung, im Heimatstil | 09220645 |
| Weitere Bilder                          | Villa | Postweg 64 (Karte)                                                     | 1920er Jahre (Villa)                                                             | baugeschichtlich von Bedeutung, herrschaftlich mit halbrundem Gartensaal, Walmdach mit Dachausbau und breitem Dreiecksgiebel, neuklassizistischer Stil | 09220671 |
| Weitere Bilder                          | Mietshaus (Doppelmietshaus mit Nr. 2) in halboffener Bebauung                                                                               | Rosenstraße 1 (Karte)                                                  | 4. Viertel 19. Jh. (Mietshaus)                                                   | baugeschichtlich und städtebaulich von Bedeutung, ein Gründerzeitgebäude mit repräsentativer Fassade | 09220510 |
| Weitere Bilder                          | Mietshaus (Doppelmietshaus mit Nr. 1) in halboffener Bebauung                                                                               | Rosenstraße 2 (Karte)                                                  | bezeichnet 1897 (Mietshaus)                                                      | baugeschichtlich und städtebaulich von Bedeutung, ein Gründerzeitgebäude mit repräsentativer Fassade | 09220509 |
| Weitere Bilder                          | Wohnhaus in offener Bebauung (mit Apotheke), mit Verkaufspavillon an der Seminarstraße, Einfriedung und Pforte                              | Rottwerndorfer Straße 9 (Karte)                                        | um 1900 (Wohnhaus)                                                               | baugeschichtlich und städtebaulich von Bedeutung, ortsbildprägendes Gründerzeitgebäude mit Giebel, im Stil der deutschen Neorenaissance | 09220581 |
| Weitere Bilder                          | Wohnhaus | Rottwerndorfer Straße 10 (Karte)                                       | 2. Hälfte 19. Jh. (Wohnhaus)                                                     | baugeschichtlich von Bedeutung, im klassizistischen Stil, Mittelportal mit Dreiecksgiebel und Konsolen | 09220591 |
|                                         | Wohnhaus in offener Bebauung | Rottwerndorfer Straße 16 (Karte)                                       | um 1870 (Wohnhaus)                                                               | baugeschichtlich von Bedeutung, ein Gründerzeitgebäude | 09220589 |
| Direkt Bild zu diesem Denkmal hochladen | Verwaltungsgebäude (Grenzamt) | Rottwerndorfer Straße 22 (hinter) (Karte)                              | 1950er Jahre (Grenzstation)                                                      | baugeschichtlich und ortsgeschichtlich von Bedeutung, ein Bau der frühen DDR-Zeit im Heimatstil | 09223761 |
| Weitere Bilder                          | Mietshaus | Rottwerndorfer Straße 24 (Karte)                                       | 1890er Jahre (Mietshaus)                                                         | baugeschichtlich und städtebaulich von Bedeutung, ein Gründerzeithaus mit straßenbildprägenden Balkonen und Giebeln | 09221202 |
|                                         | Doppelwohnhaus einer Wohnanlage (mit Nr. 32/34)                                                                                             | Rottwerndorfer Straße 28; 30 (Karte)                                   | 1930er Jahre (Doppelwohnhaus)                                                    | baugeschichtlich und städtebaulich von Bedeutung, im Heimatstil | 09220624 |
|                                         | Wohnhaus | Rottwerndorfer Straße 31 (Karte)                                       | um 1920 (Wohnhaus)                                                               | baugeschichtlich von Bedeutung, im Reformstil der Zeit nach 1910 | 09220628 |
|                                         | Doppelwohnhaus einer Wohnanlage (mit Nr. 28/30)                                                                                             | Rottwerndorfer Straße 32; 34 (Karte)                                   | 1920er Jahre (Doppelwohnhaus)                                                    | baugeschichtlich und städtebaulich von Bedeutung, im Heimatstil | 09220623 |
|                                         | Doppelwohnhaus einer Wohnanlage (mit Nr. 37/39 und Otto-Walther-Straße 1/3 u. 5/7)                                                          | Rottwerndorfer Straße 33; 35 (Karte)                                   | 1920er Jahre (Doppelwohnhaus)                                                    | baugeschichtlich und städtebaulich von Bedeutung, im Heimatstil | 09220627 |
|                                         | Zwei Wohnhäuser (winkelförmig aneinandergebaut) einer Wohnanlage (mit Nr. 33/35 und Otto-Walther-Straße 1/3 u. 5/7)                         | Rottwerndorfer Straße 37; 39 (Karte)                                   | 1920er Jahre (Doppelwohnhaus)                                                    | baugeschichtlich und städtebaulich von Bedeutung, im Heimatstil | 09220601 |
| Weitere Bilder                          | Migeno | Rottwerndorfer Straße 41 (Karte)                                       | 1927, lt. Auskunft (Wohn- und Geschäftshaus)                                     | Verwaltungsgebäude (mit Direktorenwohnungen); baugeschichtlich und ortsgeschichtlich von Bedeutung, Verwaltungsgebäude der Molkereigenossenschaft »Migeno«, außergewöhnlicher Art-déco-Bau | 09220625 |
| Weitere Bilder                          | Proviantamt der Königlich-Sächsischen Armee                                                                                                 | Rottwerndorfer Straße 43 (Karte)                                       | um 1907 (Magazin)                                                                | Verwaltungsgebäude, ehemals Heeres-Proviantamt, mit Einfriedung zur Straße und Toreinfahrt (Speicherbauten abgebrochen); baugeschichtlich, ortsgeschichtlich und städtebaulich von Bedeutung | 09220619 |
| Weitere Bilder                          | Mietshaus, mit jüngerer Leuchtreklame (»Margonwasser«) an einer Brandmauer                                                                  | Schandauer Straße 3 (Karte)                                            | 1880er Jahre (Mietshaus), um 1960 (Werbung)                                      | baugeschichtlich und städtebaulich von Bedeutung, ein Gründerzeithaus, die Werbung von Seltenheitswert | 09220518 |
| Weitere Bilder                          | Mietshaus in Ecklage | Schandauer Straße 5 (Karte)                                            | 1890er Jahre (Mietshaus)                                                         | baugeschichtlich und städtebaulich von Bedeutung, ein Gründerzeithaus mit Eckturm und straßenbildprägenden Balkonen | 09220519 |
| Weitere Bilder                          | Krankenhaus, mit Einfriedungsmauer des Grundstücks                                                                                          | Schandauer Straße 12 (Karte)                                           | 1905/1910 (Krankenhaus)                                                          | baugeschichtlich und ortsgeschichtlich von Bedeutung, im Reformstil der Zeit um 1910 | 09220558 |
|                                         | Wohnhaus in offener Bebauung | Schandauer Straße 15 (Karte)                                           | 1920er Jahre (Wohnhaus)                                                          | baugeschichtlich von Bedeutung, Einfamilienhaus im Heimatstil | 09220520 |
| Weitere Bilder                          | Wohnhaus (später Teil des benachbarten Krankenhauses)                                                                                       | Schandauer Straße 26 (Karte)                                           | 1913 (Wohnhaus)                                                                  | baugeschichtlich, künstlerisch und ortsgeschichtlich von Bedeutung, im Reformstil der Zeit um 1910 mit neoklassizistischen Anklängen, ab 1952 einzelne Wohnungen an Stadtkrankenhaus | 09220560 |
|                                         | Wohnhaus | Schandauer Straße 30 (Karte)                                           | um 1910 (Wohnhaus)                                                               | baugeschichtlich von Bedeutung, im Reformstil der Zeit um 1910, durch Giebel im Mansarddach aufgewertet, neuklassizistische Fassadenelemente | 09220561 |
| Weitere Bilder                          | Villa | Schandauer Straße 32 (Karte)                                           | um 1900 (Villa)                                                                  | baugeschichtlich von Bedeutung, ein Gründerzeitgebäude mit Zierfachwerk, ortsbildprägende Hanglage, an der Gartenseite mit Turm | 09220562 |
| Weitere Bilder                          | Königlich-Sächsisches Lehrerseminar; Friedrich-Schiller-Gymnasium                                                                           | Seminarstraße 3 (Karte)                                                | 1874–1876 (Schule)                                                               | Schule (zwei Gebäudeteile) mit Einfriedung: baugeschichtlich und ortsgeschichtlich von Bedeutung, ein Gründerzeitgebäude mit späterer Erweiterung im Heimatstil, Friedrich-Schiller-Gymnasium | 09220559 |
| Weitere Bilder                          | Wohnhaus mit Gartenpavillon und Einfriedung                                                                                                 | Seminarstraße 22 (Karte)                                               | um 1930 (Wohnhaus)                                                               | baugeschichtlich von Bedeutung, im Heimatstil | 09220580 |
| Weitere Bilder                          | Wohnhaus in halboffener Bebauung | Tischerplatz 1 (Karte)                                                 | 19. Jh. (Wohnhaus)                                                               | baugeschichtlich und städtebaulich von Bedeutung, einfacher Barockbau | 09220531 |
| Weitere Bilder                          | Wohnhaus in geschlossener Bebauung | Tischerplatz 2 (Karte)                                                 | bezeichnet 1603 (Wohnhaus)                                                       | baugeschichtlich und städtebaulich von Bedeutung | 09220530 |
| Weitere Bilder                          | Wohnhaus (Fachwerk, verputzt) in ehemals geschlossener Bebauung                                                                             | Tischerplatz 3 (Karte)                                                 | 18. Jh. (Wohnhaus)                                                               | baugeschichtlich und sozialgeschichtlich von Bedeutung, im Dach drei Fledermausgaupen | 09220529 |
| Weitere Bilder                          | Wohnhaus in offener Bebauung | Tischerplatz 11 (Karte)                                                | 18. Jh. (Wohnhaus)                                                               | baugeschichtlich und sozialgeschichtlich von Bedeutung, im Dach fünf Fledermausgaupen | 09220532 |
| Weitere Bilder                          | Königliches Bezirkssteuereinnahmen-Gebäude                                                                                                  | Tischerplatz 13 (Karte)                                                | bezeichnet 1837–1838 (Verwaltung)                                                | Königliches Bezirkssteuereinnahmengebäude, dahinter Kutscherhaus/Stallgebäude sowie Mauer, womöglich Rest der Stadtbefestigung; baugeschichtlich, ortsgeschichtlich und städtebaulich von Bedeutung, klassizistische Gebäude, Hauptgebäude mit repräsentativem Eingang, darüber Balkon; Das massige viergeschossige Gebäude prägt mit seiner Baumasse den Tischerplatz. Es wurde 1837/38 errichtet und 1912/13 umgebaut. Genutzt wurde es während seiner Geschichte als königliches Bezirkssteuereinnahmegebäude, Finanzamt und Sitz des FDGB. | 09220533 |
| Weitere Bilder                          | Wohnhaus | Tischerplatz 15 (Karte)                                                | 1. Hälfte 19. Jh. (Wohnhaus)                                                     | baugeschichtlich und städtebaulich von Bedeutung, klassizistisches Portal | 09220534 |
| Weitere Bilder                          | ehemals Kindergarten (heute Sitz Geschäftsstelle Die Tafel, dfb-Regionalverband Sachsen Ost e.V.)                                           | Tischerplatz 16 (Karte)                                                | 1859 (Kindergarten)                                                              | baugeschichtlich und ortsgeschichtlich von Bedeutung, spätklassizistischer Bau (überformt), 1859 als erster Kindergarten der Stadt eingeweiht, errichtet aus den Mitteln der Stiftung von Dr. Johann Friedrich Wilhelm Tischer (Superintendent von 1823 bis 1842) | 09220502 |
|                                         | Wohnhaus einer kleinen Wohnanlage | Walkmühlenweg 1 (Karte)                                                | 1930er Jahre (Wohnhaus)                                                          | baugeschichtlich von Bedeutung, im Heimatstil | 09220621 |
|                                         | Wohnhaus einer kleinen Wohnanlage | Walkmühlenweg 2 (Karte)                                                | 1930er Jahre (Wohnhaus)                                                          | baugeschichtlich von Bedeutung, im Heimatstil | 09220622 |
| Weitere Bilder                          | Transportable Raumerweiterungshalle (REH)                                                                                                   | Zehistaer Straße (Karte)                                               | um 1970 (Raumerweiterungshalle)                                                  | Zeugnis mobiler Architektur in der DDR, trotz einigen Veränderungen (neue Wetterschale) von großem baugeschichtlichem und wissenschaftlichem Wert sowie inzwischen auch von Seltenheitswert. | 09305653 |
|                                         | Festes Wehr mit Fischbauchklappe sowie Ufereinfassung aus Sandsteinquadern am Fluss Seidewitz                                               | Zehistaer Straße 2; 3 (bei) (Karte)                                    | erste Erwähnung 1392, Umbau 19. Jh. (Wehr)                                       | technikgeschichtlich von Bedeutung | 09226315 |
| Weitere Bilder                          | Bahnhofsrestaurant des Haltepunkts Pirna-Süd                                                                                                | Zehistaer Straße 7 (Karte)                                             | um 1890 (Bahnhofsrestaurant)                                                     | saniertes ehemaliges Bahnhofsrestaurant des Haltepunktes Pirna-Süd an der Eisenbahnstrecke Pirna–Gottleuba (6603, sä. PGI), Gründerzeitgebäude mit vorgelagertem Balkon auf Säulen zum Bahnsteig, baugeschichtlich und ortsgeschichtlich von Bedeutung | 09220676 |
| Weitere Bilder                          | Haltepunkt Pirna-Süd; Eisenbahnstrecke Pirna–Gottleuba                                                                                      | Zehistaer Straße 7h (Karte)                                            | 1894 (Personenbahnhof)                                                           | Haltepunkt mit Empfangsgebäude und Wirtschaftsgebäude; ehemalige, weitestgehend authentisch erhaltene und Typenbauten gestaltetes Empfangsgebäude sowie Wirtschaftsgebäude der sächsischen Nebenbahnen an der Eisenbahnstrecke Pirna–Gottleuba (6603, sä. PGI), beides in Klinkerbauweise, baugeschichtlich und ortsgeschichtlich von Bedeutung | 09220675 |
| Weitere Bilder                          | Ehemaliges Siechenhaus, später Landratsamt, heute Wohnhaus                                                                                  | Zehistaer Straße 9; 9g (Karte)                                         | 1909–1910 (Verwaltungsgebäude), um 1925 (Pförtnerhaus)                           | Ehemaliges Siechenhaus, später Landratsamt, heute Wohnhaus; Haus A (Hauptgebäude, Zehistaer Straße 9 g, Flstck. 1485/6) und Haus H (Pförtnerhaus, Zehistaer Straße 9, Flstck. 1485/11); baugeschichtlich und ortsgeschichtlich von Bedeutung, im frühen Heimatstil und im Reformstil der Zeit um 1910 | 09220674 |
|                                         | Mietshaus | Zehistaer Straße 19 (Karte)                                            | 4. Viertel 19. Jh. (Mietshaus)                                                   | baugeschichtlich von Bedeutung, ein Gründerzeithaus | 09220672 |

### Südvorstadt
- Karte mit allen Koordinaten:
- OSM |
- WikiMap

| Bild                                    | Bezeichnung | Lage | Datierung                                           | Beschreibung | ID       |
| --------------------------------------- | --- | --- | --------------------------------------------------- | --- | -------- |
|                                         | Wohnanlage Südvorstadt: fünf Mehrfamilienhäuser (Einzeldenkmal zu ID-Nr. 09221118, Lucas-Cranach-Straße 1–28) | Albrecht-Dürer-Straße 3; 3a; 3b; 4; 5; 6 (Karte)                                                                                                 | um 1937 (Siedlungsteil)                             | Einzeldenkmale der Wohnanlage Südvorstadt: fünf Mehrfamilienhäuser (Nr. 3, Nr. 3a/3b, Nr. 4, Nr. 5 und Nr. 6); städtebaulich und baugeschichtlich von Bedeutung, Wohnhäuser teilweise mit Laden, Teil einer größeren Siedlung im Heimatstil | 09221169 |
|                                         | Graue Kaserne; Arthur-Thiermann-Kaserne; Artilleriekaserne | An der Viehleite 32 (Karte) | Zeitraum 1898/1905 (Militärreithalle)               | Gebäude der Artilleriekaserne, später Pionierkaserne, Werkstätten oder Pferdeställe; baugeschichtlich und ortsgeschichtlich von Bedeutung | 09220614 |
|                                         | Graue Kaserne; Arthur-Thiermann-Kaserne; Pferdeställe und Reithalle nördlich parallel dazu | An der Viehleite 45; 47 (Karte) | um 1900 (Kasernenbestandteil)                       | Pferdeställe und Reithalle nördlich parallel dazu; der Artilleriekaserne, 1915 Pionierkaserne, von den Pferdeställen u. a. die Futterkrippen erhalten, baugeschichtlich und ortsgeschichtlich von Bedeutung | 09223725 |
| Direkt Bild zu diesem Denkmal hochladen | Graue Kaserne; Arthur-Thiermann-Kaserne; Reithalle der Artilleriekaserne, | An der Viehleite 48 (Karte) | um 1900 (Reithalle)                                 | Reithalle der Artilleriekaserne, später Pionierkaserne; baugeschichtlich und ortsgeschichtlich von Bedeutung | 09301629 |
|                                         | Wohnanlage Südvorstadt: Mehrfamilienhäuser (Einzeldenkmale zu ID-Nr. 09221118, Lucas-Cranach-Straße 1–28) | Franz-Schubert-Straße 1; 2; 3; 4; 5; 6; 7; 8; 9; 10; 11; 12; 13; 14; 15; 16; 17; 18; 19; 20 (Karte)                                              | um 1937 (Siedlungsteil)                             | Einzeldenkmale der Sachgesamtheit Wohnanlage Südvorstadt: Mehrfamilienhäuser, sowie zwei Pfeiler mit Reliefs neben den Wohnhäusern Nr. 17/19 und 18/20; städtebaulich und baugeschichtlich von Bedeutung, Teil einer größeren Siedlung im Heimatstil | 09221089 |
|                                         | Wohnanlage Südvorstadt: Mehrfamilienhaus mit Läden (Einzeldenkmal zu ID-Nr. 09221118, Lucas-Cranach-Straße 1–28) | Hans-Holbein-Straße 45 (Karte) | um 1937 (Mehrfamilienwohnhaus)                      | Einzeldenkmal der Sachgesamtheit Wohnanlage Südvorstadt: Mehrfamilienhaus mit Läden, Teil des Hauses Robert-Schumann-Platz 1/3/Ludwig-Richter-Straße 46 (insgesamt mit vier Eingängen); städtebaulich und baugeschichtlich von Bedeutung, Teil einer größeren Siedlung im Heimatstil | 09221174 |
|                                         | Mehrfamilienhaus einer Siedlungsanlage | Johann-Sebastian-Bach-Straße 1; 3; 5; 7 (Karte)                                                                                                  | um 1937 (Mehrfamilienwohnhaus)                      | baugeschichtlich von Bedeutung, im Heimatstil | 09221164 |
|                                         | Zwei Wohnhäuser (Nr. 6/8 und Nr.10/12) einer Siedlungsanlage | Johann-Sebastian-Bach-Straße 6; 8; 10; 12 (Karte)                                                                                                | 1950er Jahre (Wohnhaus)                             | baugeschichtlich von Bedeutung, zwischen Heimatstil und Stil der Nationalen Bautradition der frühen DDR | 09221166 |
|                                         | Mehrfamilienhäuser einer Siedlungsanlage | Joseph-Haydn-Straße 10; 12; 14; 16; 18; 20; 22; 24; 26; 28; 30; 32 (Karte)                                                                       | um 1937 (Mehrfamilienwohnhaus)                      | baugeschichtlich und städtebaulich von Bedeutung, im Heimatstil | 09221148 |
|                                         | Sachgesamtheit Wohnanlage Südvorstadt mit zahlreichen Einzeldenkmalen | Lucas-Cranach-Straße 1; 2; 3; 4; 5; 6; 7; 8; 9; 11; 12; 13; 14; 15; 16; 17; 18; 19; 20; 21; 22; 23; 24; 25; 26; 27; 28 (Karte)                   | 1935–1939 (Sachgesamtheit), um 1937 (Siedlung)      | Sachgesamtheit Wohnanlage Südvorstadt mit folgenden Einzeldenkmalen: Wohnhäuser Albrecht-Dürer-Straße 3, 3a/3b, 4, 5 und 6 (ID-Nr. 09221169), Franz-Schubert-Straße 1/3, 2/4, 5/7, 6/8, 9/11, 10/12, 13/15, 14/16, 17/19 und 18/20 (ID-Nr. 09221089), Hans-Holbein-Straße 45 (ID-Nr. 09221174), Lucas-Cranach-Straße 1, 2, 3, 4, 5, 6, 7, 8, 9, 11, 12, 13/15, 14/16, 17/19, 18/20, 21, 22, 23, 24, 25, 26, 27, 28 (ID-Nr. 09300785), Ludwig-Richter-Straße 46 (ID-Nr. 09221175), Robert-Schumann-Platz 1/3 und 2/4/6/8/10 (ID-Nr. 09221087), Rottwerndorfer Straße 53/55, 57/59, 61, 63, 65/67, 69/71, 73/75, 77/79, 81, 83, 85/87, 89/91, 93/95, 97/99, 101 und 103, 105/107 (ID-Nr. 09221105); städtebaulich und baugeschichtlich von Bedeutung, im Heimatstil [Störelement: Neubau auf dem Robert-Schumann-Platz] | 09221118 |
|                                         | Wohnanlage Südvorstadt: Mehrfamilienhäuser (Einzeldenkmale zu ID-Nr. 09221118, Lucas-Cranach-Straße 1–28) | Lucas-Cranach-Straße 1; 2; 3; 4; 5; 6; 7; 8; 9; 11; 12; 13; 14; 15; 16; 17; 18; 19; 20; 21; 22; 23; 24; 25; 26; 27; 28 (Karte)                   | um 1937 (Siedlungsteil)                             | Einzeldenkmale der Sachgesamtheit Wohnanlage Südvorstadt: Mehrfamilienhäuser; städtebaulich und baugeschichtlich von Bedeutung, Teil einer größeren Siedlung im Heimatstil. | 09300785 |
|                                         | Wohnanlage Südvorstadt: Mehrfamilienhaus mit Läden (Einzeldenkmal zu ID-Nr. 09221118, Lucas-Cranach-Straße 1–28) | Ludwig-Richter-Straße 46 (Karte) | um 1937 (Mehrfamilienwohnhaus)                      | Einzeldenkmal der Sachgesamtheit Wohnanlage Südvorstadt: Mehrfamilienhaus mit Läden, Teil des Hauses Robert-Schumann-Platz 1/3/Hans-Holbein-Straße 45 (insgesamt mit vier Eingängen); städtebaulich und baugeschichtlich von Bedeutung, Teil einer größeren Siedlung im Heimatstil. | 09221175 |
|                                         | Einzeldenkmale der Wohnanlage Südvorstadt: Mehrfamilienhäuser, zwei Wohnhauszeilen (Nr. 1/3 bildet mit Hans-Holbein-Straße 45 und Ludwig-Richter-Straße 46 eine bauliche Einheit mit insgesamt vier Eingängen) (Einzeldenkmal zu ID-Nr. 09221118, Lucas-Cranach-Straße 1–28) | Robert-Schumann-Platz 1; 3; 2; 4; 6; 8; 10 (Karte)                                                                                               | um 1937 (Mehrfamilienwohnhaus)                      | Einzeldenkmale der Wohnanlage Südvorstadt: Mehrfamilienhäuser, zwei Wohnhauszeilen (Nr. 1/3 bildet mit Hans-Holbein-Straße 45 und Ludwig-Richter-Straße 46 eine bauliche Einheit mit insgesamt vier Eingängen); städtebaulich und baugeschichtlich von Bedeutung, zwei lang gestreckte Wohnhauszeilen an einem Platz, Teil einer größeren Siedlung im Heimatstil | 09221087 |
| Weitere Bilder                          | Graue Kaserne; Arthur-Thiermann-Kaserne; Kasernengebäude | Rottwerndorfer Straße 44e (Karte) | Zeitraum 1895/1898 (Kasernenbestandteil)            | Kasernengebäude; baugeschichtlich, ortsgeschichtlich und städtebaulich von Bedeutung, aufwändige Gestaltung mit Turm und Terrasse | 09220615 |
| Direkt Bild zu diesem Denkmal hochladen | Graue Kaserne; Arthur-Thiermann-Kaserne; Kasernengebäude und Pferdeställe | Rottwerndorfer Straße 45; 45a; 45b; 45c (Karte)                                                                                                  | 1890er Jahre (Unterkünfte)                          | Kasernengebäude, Nr. 45 und 45 c Unterkünfte, 45 a und b Pferdeställe; baugeschichtlich, ortsgeschichtlich und städtebaulich von Bedeutung; das Gebäude umfasste ursprünglich in Richtung Süden noch die weiteren Eingänge 45d, 45e und 45f, diese wurden 2008 im Zuge des Stadtumbau Ost abgebrochen | 09220610 |
| Weitere Bilder                          | Graue Kaserne; Arthur-Thiermann-Kaserne;Turnhalle der Kaserne | Rottwerndorfer Straße 45h (Karte) | 1890er Jahre (Turnhalle)                            | Turnhalle der Kaserne; baugeschichtlich, ortsgeschichtlich und städtebaulich von Bedeutung, ein Gründerzeitgebäude | 09223771 |
|                                         | Graue Kaserne; Arthur-Thiermann-Kaserne; Hof mit vier Gebäuden der Artilleriekaserne | Rottwerndorfer Straße 45k; 45m (Karte) | Zeitraum 1895/1898 (Kasernenbestandteil)            | Hof mit vier Gebäuden der Artilleriekaserne, Einfriedungsmauer mit Einfahrtspfeilern, nach 1908 Pionierkaserne, Nr. 45 m und k zweigeschossig, wie das Remisengebäude im Süden unverputzte Sandsteinquader, die sogenannte Turnhalle im Norden verputzt; ortsgeschichtlich und baugeschichtlich von Bedeutung | 09220612 |
| Weitere Bilder                          | Rote Kaserne; Kasernengebäude | Rottwerndorfer Straße 46 (Karte) | um 1905 (Kasernenbestandteil)                       | Kasernengebäude; baugeschichtlich, ortsgeschichtlich und städtebaulich von Bedeutung, villenartiger Bau, Klinkerfassade, im Stil deutscher Neorenaissance, mit straßenbildprägendem Giebel, offenkundig höhere Funktion | 09220608 |
| Weitere Bilder                          | Rote Kaserne; Kasernengebäude | Rottwerndorfer Straße 47 (Karte) | um 1905 (Kasernenbestandteil)                       | Kasernengebäude; baugeschichtlich, ortsgeschichtlich und städtebaulich von Bedeutung, Klinkerfassade, aufwändig in deutscher Neorenaissance mit straßenbildprägendem Giebel | 09220609 |
|                                         | Rote Kaserne; Kasernengebäude | Rottwerndorfer Straße 48; 48a; 48b; 48c; 48d (Karte)                                                                                             | bezeichnet 1900–1901 (Kasernenbestandteil)          | Artilleriekaserne, später König-Albert-Kaserne, baugeschichtlich, ortsgeschichtlich und städtebaulich von Bedeutung, Klinkerfassade | 09220607 |
|                                         | Rote Kaserne; Kasernengebäude | Rottwerndorfer Straße 49 (Karte) | um 1905 (Kasernenbestandteil)                       | Artilleriekaserne, später König-Albert-Kaserne. Baugeschichtlich, ortsgeschichtlich und städtebaulich von Bedeutung, ein Gründerzeitbau (Klinkerfassade) mit zwei straßenbildprägenden Giebeln, in der DDR Polytechnische Oberschule (POS) „Karl-Marx“ | 09223762 |
| Weitere Bilder                          | Rote Kaserne; Kasernengebäude und im Hof ein Nebengebäude (Fahrzeughalle) der Kaserne | Rottwerndorfer Straße 50 (Karte) | bezeichnet 1905 (Nebengebäude)                      | Kasernengebäude; baugeschichtlich, ortsgeschichtlich und städtebaulich von Bedeutung, Klinkerfassade mit straßenbildprägendem Giebel | 09220605 |
|                                         | Rote Kaserne; Kasernengebäude | Rottwerndorfer Straße 51; 51a; 51b; 51c; 51d (Karte)                                                                                             | bezeichnet 1905–1906 (Kasernenbestandteil)          | Kasernengebäude; baugeschichtlich, ortsgeschichtlich und städtebaulich von Bedeutung, aufwändig gestalteter Bau mit Klinkerfassade, deutsche Neorenaissance | 09220604 |
|                                         | Rote Kaserne; Kasernengebäude | Rottwerndorfer Straße 52; 52a; 52b; 52c; 52d (Karte)                                                                                             | bezeichnet 1905–1906 (Kasernenbestandteil)          | Kasernengebäude; baugeschichtlich, ortsgeschichtlich und städtebaulich von Bedeutung, aufwändig gestalteter Bau mit Klinkerfassade, deutsche Neorenaissance | 09223735 |
|                                         | Einzeldenkmale der Sachgesamtheit Wohnanlage Südvorstadt: Mehrfamilienhäuser (Einzeldenkmal zu ID-Nr. 09221118, Lucas-Cranach-Straße 1–28) | Rottwerndorfer Straße 53; 55; 57; 59; 61; 63; 65; 67; 69; 71; 73; 75; 77; 79; 81; 83; 85; 87; 89; 91; 93; 95; 97; 99; 101; 103; 105; 107 (Karte) | um 1937 (Siedlungsteil)                             | Einzeldenkmale der Sachgesamtheit Wohnanlage Südvorstadt: Mehrfamilienhäuser; städtebaulich und baugeschichtlich von Bedeutung, Teil einer größeren Siedlung im Heimatstil | 09221105 |
| Weitere Bilder                          | Gutshof mit Wohnhaus (zwei Eingänge), ehem. „Höllengut“ | Rottwerndorfer Straße 56 (Karte) | bezeichnet 1697 (in Kartusche am Giebel)            | ehemaliges sogenanntes „Höllengut“ (Freigut Helle), der Ort „in der Hell“ wurde bereits 1592/93 erwähnt, heute wird das ehemalige Vorwerk als Wohnhaus genutzt, schlichter Barockbau mit schöner Kartusche (bezeichnet 1697), baugeschichtlich und ortsgeschichtlich von Bedeutung | 09226361 |
| Weitere Bilder                          | Sachgesamtheit Geibeltbad mit zahlreichen Einzeldenkmalen | Rottwerndorfer Straße 56c (Karte) | 1937 (Freibad)                                      | Sachgesamtheit Geibeltbad mit folgenden Einzeldenkmalen: Funktionsgebäude mit Eingangstor und Umkleidekabinen sowie Sprungturm (Einzeldenkmale ID-Nr. 09226363) außerdem Freiraumgestaltung (Gartendenkmal) und den Schwimmbecken als Sachgesamtheitsteilen; mit einer für die 1930er Jahre typischen Bäderarchitektur aus Holz, repräsentative Eingangsgestaltung, bauzeitliche Freiraumgestaltung, baugeschichtlich, ortsgeschichtlich und landschaftsgestaltend von Bedeutung | 09305930 |
| Weitere Bilder                          | Geibeltbad: Funktionsgebäude mit Eingangstor und Umkleidekabinen sowie Sprungturm (Einzeldenkmal zu ID-Nr. 09305930) | Rottwerndorfer Straße 56c (Karte) | bezeichnet 1937 (Umkleidekabine), 1937 (Sprungturm) | Einzeldenkmale der Sachgesamtheit Geibeltbad: Funktionsgebäude mit Eingangstor und Umkleidekabinen sowie Sprungturm; mit einer für die 1930er Jahre typischen Bäderarchitektur aus Holz, repräsentative Eingangsgestaltung, baugeschichtlich, ortsgeschichtlich und landschaftsgestaltend von Bedeutung | 09226363 |
| Weitere Bilder                          | Mehrfamilienhaus einer Wohnanlage | Rottwerndorfer Straße 121; 123 (Karte) | um 1937 (Mehrfamilienwohnhaus)                      | baugeschichtlich und städtebaulich von Bedeutung, im Heimatstil | 09221101 |
|                                         | Mehrfamilienhaus einer Wohnanlage | Rottwerndorfer Straße 129; 131 (Karte) | um 1937 (Mehrfamilienwohnhaus)                      | baugeschichtlich und städtebaulich von Bedeutung, im Heimatstil | 09221102 |
|                                         | Mehrfamilienhaus einer Wohnanlage | Rottwerndorfer Straße 133; 135; 137 (Karte) | um 1937 (Mehrfamilienwohnhaus)                      | baugeschichtlich und städtebaulich von Bedeutung, im Heimatstil | 09221103 |

### Zehista
- Karte mit allen Koordinaten:
- OSM |
- WikiMap

| Bild                                    | Bezeichnung | Lage                                       | Datierung | Beschreibung | ID       |
| --------------------------------------- | --- | ------------------------------------------ | --- | --- | -------- |
| Weitere Bilder                          | Schule Zehista | An der Schule 1 (Karte)                    | bezeichnet 1902 (Schule) | Schulbau (vgl. Liebstädter Straße 38); baugeschichtlich und ortsgeschichtlich von Bedeutung, ein Gründerzeitbau mit Mittelrisalit und Volutengiebel | 09220682 |
| Weitere Bilder                          | Brunnenhaus (Artesischer Brunnen) | An der Ziegelei (Karte)                    | 1888 (Brunnenhaus) | baugeschichtlich und technikgeschichtlich von Bedeutung, als Brunnen der Gräflich Rex'schen Ziegelei gebohrt | 09225149 |
| Direkt Bild zu diesem Denkmal hochladen | Straßenbrücke über die Seidewitz | Liebstädter Straße (Karte)                 | bezeichnet 1821 (Brücke) | baugeschichtlich, technikgeschichtlich und verkehrsgeschichtlich von Bedeutung, Sandsteinbogenbrücke | 09220759 |
| Weitere Bilder                          | Kriegerdenkmal | Liebstädter Straße (Karte)                 | nach 1871 (Kriegerdenkmal Deutsch-Franz. Krieg) | ortsgeschichtlich von Bedeutung, für die Gefallenen des Deutsch-Französischen Krieges 1870/1871 angelegt (heute gewidmet den Gefallenen 1914–1918, 1939–1945) | 09220774 |
|                                         | zwei Scheunen (eines ehemaligen Dreiseithofes, ehem. Nr. 24) | Liebstädter Straße (Karte)                 | um 1850 (Bauernhof) | wirtschaftsgeschichtlich von Bedeutung | 09220677 |
| Weitere Bilder                          | Wohnhaus | Liebstädter Straße 8 (Karte)               | bezeichnet 1895 (Wohnhaus) | baugeschichtlich und hausgeschichtlich von Bedeutung, Gründerzeitfassade durch Putzgliederungen aufgewertet, im Kern älter (barockes Portal) | 09220681 |
|                                         | Wohnhaus | Liebstädter Straße 23 (Karte)              | 1890er Jahre (Wohnhaus) | baugeschichtlich von Bedeutung, ein Gründerzeitgebäude mit reicher Sandsteinverblendung | 09220679 |
|                                         | Wohnstallhaus eines Dreiseithofes | Liebstädter Straße 33 (Karte)              | 1890er Jahre (Wohnstallhaus) | baugeschichtlich und sozialgeschichtlich von Bedeutung, stattlicher bau mit schönem Portal und markantem Giebel | 09220766 |
| Weitere Bilder                          | Häusleranwesen | Liebstädter Straße 34 (Karte)              | 18. Jh. (Häusleranwesen) | baugeschichtlich und sozialgeschichtlich von Bedeutung | 09220764 |
| Weitere Bilder                          | Schule Zehista | Liebstädter Straße 38 (Karte)              | bezeichnet 1886 (Schule) | Schulbau (vgl. An der Schule 1); baugeschichtlich und ortsgeschichtlich von Bedeutung, ein Gründerzeitbau, repräsentativ mit Mittelrisalit und Dreiecksgiebel | 09220683 |
| Weitere Bilder                          | Wohnhaus | Liebstädter Straße 40 (Karte)              | um 1885 (Wohnhaus) | baugeschichtlich von Bedeutung, ein Gründerzeitbau, mit Putzgliederungen aufgewertet | 09220684 |
| Weitere Bilder                          | Sachgesamtheit Rittergut Zehista mit den zahlreichen Einzeldenkmalen | Schloß Zehista 1; 2; 3; 4; 5; 6; 9 (Karte) | um 1550 im Kern, später überformt (Schloss), 2. Hälfte 17. Jh. (Lustgarten), ab 1820 (Umgestaltung zum Landschaftspark)                                                                   | Sachgesamtheit Rittergut Zehista mit den folgenden Einzeldenkmalen (ID-Nr. 09301704): Schloss mit Kapelle, Wirtschaftsgebäude (»Alte Schmiede«), das Untere Torhaus, die ehem. Brauerei, Wohnhaus und Nebengebäude des Wirtschaftshofes, die Schmiede (»Oberes Torhaus«) sowie ein Nebengebäude des Schlosses; ortsgeschichtliche, baugeschichtliche und gartenkünstlerische Bedeutung. | 09220767 |
| Weitere Bilder                          | Rittergut Zehista: Schloss mit Kapelle, Wirtschaftsgebäude (»Alte Schmiede«), das Untere Torhaus, die ehem. Brauerei, das Wohnhaus und Nebengebäude (Einzeldenkmale zu ID-Nr. 09220767) | Schloß Zehista 1; 2; 4; 5; 6; 9 (Karte)    | um 1550 im Kern, Umbau ab 1736 (Schloss, Nummer 1/2), 18. Jh. (Alte Schmiede, Nummer 6), 18. bis 2. H. 19. Jh. (Brauerei, Nummer 6), bezeichnet 1661 (Nummer 5), um 1600 (Oberes Torhaus) | Einzeldenkmale der Sachgesamtheit Rittergut Zehista: Schloss mit Kapelle (Nr. 1 und 2), ein repräsentatives Wirtschaftsgebäude (»Alte Schmiede«, Flurst. 303/3, 312), das Untere Torhaus (Nr. 9), die ehem. Brauerei (Nr. 6), das Wohnhaus (Nr. 4) und Nebengebäude (Flurst. 280/1) des Wirtschaftshofes, die Schmiede (»Oberes Torhaus«) (Nr. 3a) sowie ein Nebengebäude des Schlosses (Nr. 5, vielleicht Verwalter- oder Gärtnerhaus), in der Gartenfläche zwei Wasserbecken, drei Postamente sowie Einfriedungen; ortsgeschichtliche, bau- und gartenkünstlerische Bedeutung, das Schloss mit barocker Kapelle (diese von Oberstallmeister Graf von Brühl gestiftet) und markantem Turm mit Haube, die Neben- und Wirtschaftsgebäude teilweise noch aus der späten Renaissancezeit bzw. der beginnenden Barockzeit | 09301704 |

### Zuschendorf
- Karte mit allen Koordinaten:
- OSM |
- WikiMap

| Bild                                    | Bezeichnung | Lage                                   | Datierung | Beschreibung | ID       |
| --------------------------------------- | --- | -------------------------------------- | --- | --- | -------- |
| Weitere Bilder                          | Sachgesamtheit Rittergut Zuschendorf mit zahlreichen Einzeldenkmalen                                                                       | Am Landschloß 1; 2; 3; 4; 5; 6 (Karte) | 1553 (Schloss), 1730 (Gutspark), 1813 (Kameliensammlung), 1836 (Rhododendren)                                                  | Sachgesamtheit Rittergut Zuschendorf mit folgenden Einzeldenkmalen: Kirche (Am Landschloß 1, ID-Nr. 09220761), Schlossanlage mit Wirtschaftshof, Gewächshäusern (im Park und an der Parkmauer) an sekundärem Standort mit originalem Zubehör und der Seidelschen Kamelien-, Rhododendron- und Azaleensammlung (Gartendenkmal/Sammlung) (Am Landschloß 2–6, ID-Nr. 09223713) und Wohnhaus mit Nebengebäuden und Torpfeilern (Liebstädter Straße 53, ID-Nr. 09220755) sowie Gutspark (Gartendenkmal), außerdem den Sachgesamtheitsteilen: Kirchhof mit Einfriedungsmauer um die Kirche sowie die Parkmauer als südliche Einfriedung und ein Brunnentrog; ortsgeschichtliche, landesgeschichtliche, wissenschaftliche, bau- und gartenkünstlerische Bedeutung, das Schloss von einem barocken Umbau geprägt (im Kern älter), Stammschloss der ältesten Linie der Familie von Carlowitz, in den Gewächshäusern der Parkanlage bedeutende Kamelien- und Azaleenzüchtungen, einzigartige Sammlung als wichtiges Zeugnis der sächsischen Gartenbau-Tradition. | 09301584 |
| Weitere Bilder                          | Rittergut Zuschendorf: Kirche Zuschendorf (Einzeldenkmal zu ID-Nr. 09301584)                                                               | Am Landschloß 1 (Karte)                | 1559 (Kirche) | Einzeldenkmal der Sachgesamtheit Rittergut Zuschendorf: Kirche; baugeschichtlich, künstlerisch, ortsgeschichtlich und ortsbildprägend von Bedeutung, von einem barocken Umbau geprägt. | 09220761 |
|                                         | Rittergut Zuschendorf: Schloss (Herrenhaus) mit Brücken-Gang zur Kirche (Einzeldenkmal zu ID-Nr. 09301584)                                 | Am Landschloß 2; 3; 4; 5; 6 (Karte)    | 1553 (Schloss), 1680 (Gang zur Kirche), bezeichnet 1893 (Brunnentrog), 1913–1915 (Gewächshäuser), 18. Jh. (Wirtschaftsgebäude) | Einzeldenkmale der Sachgesamtheit Rittergut Zuschendorf: Schloss (Herrenhaus) mit Brücken-Gang zur Kirche (Nr. 6), Wirtschaftshof und ehemalige Wirtschaftsgebäude (Nr. 2 – Mittelflügel, Kuhstall, Nr. 3 – nördlicher Flügel, Schafstall, Nr. 4 – Brauerei mit mittelalterlichem Turmstumpf und Grundmauern, Nr. 5 – Scheune und Schuppen) sowie Gewächshäusern (im Park und an der Parkmauer) an sekundärem Standort mit originalem Zubehör; ortsgeschichtliche, landesgeschichtliche, technikgeschichtliche, bau- und gartenkünstlerische Bedeutung, das Schloss von einem barocken Umbau geprägt (im Kern älter), Stammschloss der ältesten Linie der Familie von Carlowitz | 09223713 |
| Weitere Bilder                          | Zuschendorfer Schlossmühle; Mühle Morgenstern                                                                                              | Liebstädter Straße 50 (Karte)          | erste Erwähnung 1550 (Mühle), bezeichnet 1905 (Wohnhaus)                                                                       | Wohnmühlenhaus der ehem. Mühle; villenartig, mit Anklängen an den Schweizerstil, baugeschichtlich und ortsgeschichtlich von Bedeutung | 09220773 |
|                                         | Rittergut Zuschendorf: Wohnhaus mit zwei Nebengebäuden (Einzeldenkmal zu ID-Nr. 09301584)                                                  | Liebstädter Straße 53 (Karte)          | 18. Jh. (Rittergutsbestandteil)                                                                                                | Einzeldenkmal der Sachgesamtheit Rittergut Zuschendorf: Wohnhaus mit zwei Nebengebäuden und Einfahrtspfeilern, heute Gärtnerhaus vom Landschloss Zuschendorf; baugeschichtlich, ortsgeschichtlich und landesgeschichtlich von Bedeutung | 09220755 |
|                                         | Wohnhaus | Liebstädter Straße 54 (Karte)          | 18. Jh. (Wohnhaus) | sozialgeschichtlich von Bedeutung | 09220754 |
| Weitere Bilder                          | Gasthof Lindenthal | Seidewitzer Straße 1 (Karte)           | um 1910, im Kern älter (Gasthof)                                                                                               | Gasthof und Gastwirtschaftsgarten baugeschichtlich und ortsgeschichtlich von Bedeutung | 09220758 |
|                                         | Wohnhaus | Walter-Schmiedel-Weg 2 (Karte)         | 1. Hälfte 19. Jh. (Wohnhaus)                                                                                                   | baugeschichtlich von Bedeutung, Eingangsportal mit Verdachung | 09220757 |
| Direkt Bild zu diesem Denkmal hochladen | Wohnhaus | Walter-Schmiedel-Weg 8 (Karte)         | 1894 (Wohnhaus) | ortsgeschichtlich von Bedeutung, Wohnhaus des Gemeindevorstandes August Wolf, Pirnaer Dampfsägewerk | 09220756 |
| Direkt Bild zu diesem Denkmal hochladen | Grabstätte der Familie von Lentz mit der davor befindlichen Terrassenanlage mit Stützmauern sowie der Einfriedung des gesamten Grundstücks | Walter-Schmiedel-Weg 9 (Karte)         | um 1920 (Grabanlage), 18. Jh. (Einfriedung)                                                                                    | als Beispiel einer Grabstätte in den typischen Formen der 1920er Jahre von kunsthistorischer und ortsgeschichtlicher Bedeutung, bezogen auf die Person der Ida von Lentz weiterhin von literaturgeschichtlicher Bedeutung, aufgrund der Lage am Hang darüber hinaus ortsbildprägende Wirkung | 09224940 |

## Ehemalige Kulturdenkmale
| Bild                                    | Bezeichnung                                          | Lage                             | Datierung                  | Beschreibung | ID       |
| --------------------------------------- | ---------------------------------------------------- | -------------------------------- | -------------------------- | --- | -------- |
|                                         | Obstscheune                                          | Krietzschwitz 24 (Karte)         |                            | Obstscheune an der B 172 |          |
|                                         |                                                      | An der Viehleite 30 (Karte)      |                            | Reithalle |          |
| Direkt Bild zu diesem Denkmal hochladen | Wohnhaus                                             | Am Hausberg 15 (Karte)           | um 1830 (Wohnhaus)         | baugeschichtlich, städtebaulich und ortsbildprägend von Bedeutung, am Wohnhaus markanter Holzlaufgang. Das Gebäude wurde abgerissen. | 09220540 |
| Weitere Bilder                          | Wohnhaus, mit Hinterhaus (an der Straße Am Hausberg) | Bergstraße 5 (Karte)             | bezeichnet 1703 (Wohnhaus) | baugeschichtlich und städtebaulich von Bedeutung, barockes Korbbogenportal mit Schlussstein                                          | 09221085 |
| Weitere Bilder                          | Wohnhaus                                             | Bergstraße 8 (Karte)             |                            | Das Originalgebäude wurde im Jahre 2012 abgerissen.                                                                                  |          |
| Weitere Bilder                          | Wohnhaus                                             | Breite Straße 10 (Karte)         |                            | Das Wohnhaus in halboffener Bebauung wurde 2014 für die Errichtung der Einfahrt eines Supermarktes abgerissen.                       |          |
| Weitere Bilder                          | Kasernengebäude (Mannschaftshaus)                    | Rottwerndorfer Straße 44 (Karte) |                            | Das Gebäude wurde 2009 im Rahmen des Stadtumbau Ost abgebrochen.                                                                     | 09220617 |
| Direkt Bild zu diesem Denkmal hochladen | Kasernengebäude (Mannschaftshaus)                    | Rottwerndorfer Straße 44a        |                            | Das Gebäude wurde 2009 im Rahmen des Stadtumbau Ost abgebrochen.                                                                     | 09220618 |

## Ausführliche Denkmaltexte
1. ↑  REH (Raumerweiterungshalle, auch „Ziehharmonika“ genannt), Zeugnis mobiler Architekturen in Elementfabrikation internationaler Tradition, in der DDR von 1959 bis 1989 von der Firma Both (seit 1972 VEB Metallbau Boizenburg) entworfen und produziert, etwa 3400 Einheiten verschiedener Ausformungen und Größen für Wohnheim-, Ferienhaus-, Restaurant-, Konsum- und sogar Kirchenfunktion entstanden in dieser Zeit zwischen Ostsee und Erzgebirge, es sind nur noch wenige Exemplare erhalten, weshalb dieses Zeugnis der Alltagskultur von Seltenheitswert und großem öffentlichen Erhaltungsinteresse ist. Die Halle, noch heute als Geschäft genutzt, besteht aus sog. „Tunnel“-Elementen verschiedener Größe, die teleskopartig miteinander verschachtelt sind, das sind anderthalb kombinierte Exemplare der Ausführung „Variant“ (1966–1978), deren Elemente aus leichten Stahlträgern bestehen, die mit einer Wetterschale aus eloxiertem Aluminiumblech (1,5 mm) und innen mit beschichteten Hartfaserplatten bekleidet sind (bei diesem Objekt wohl erneuert), die Abdichtung der „Tunnel“-Übergänge erfolgte durch einfache, am jeweils größeren Element befestigten Gummilippen. Der Boden wurde auf einem Rahmen aus Laufschienen verlegt. Die eigenwillige „Stromlinien“-Form aus abgerundetem Dachfuß und nach innen geneigten Außenwänden kennzeichnet die Bauten dieses „Klassikers“, von dem etwa 865 Exemplare zum Preis von je 75.000 Mark hergestellt wurden. Ineinander geschoben bildet der Grundrahmen des größten „Tunnels“ das Fahrgestell bei Transport (LfD/2014).
2. ↑  Sachgesamtheit Rittergut Zehista mit den folgenden Einzeldenkmalen (ID-Nr. 09301704): Schloss mit Kapelle (Nr. 1 und 2), ein repräsentatives Wirtschaftsgebäude (»Alte Schmiede«), das Untere Torhaus (Nr. 9), die ehem. Brauerei (Nr. 6), das Wohnhaus (Nr. 4) und Nebengebäude des Wirtschaftshofes, die Schmiede (»Oberes Torhaus«) (Nr. 3a) sowie ein Nebengebäude des Schlosses (Nr. 5, vielleicht Verwalter- oder Gärtnerhaus), in der Gartenfläche zwei Wasserbecken, drei Postamente sowie Einfriedungen sowie als Sachgesamtheitsteile: der gesamte obere Wirtschaftshof (bei Nr. 4 und Nr. 3) mit Ställen und Remise, das Gelände der ehemaligen Gärtnerei, der landschaftlich gestaltete Park, weiterhin mit dem Sachgesamtheitsbestandteil in der Gemeinde Dohma: der sogenannte Fasanerieteich und das Erbbegräbnis der Familie Rex mit Treppenaufgang, Einfriedungsmauer, Grabsteinen und zwei flankierenden Rosskastanien (siehe ID-Nr. 09303916, Dohma); ortsgeschichtliche, baugeschichtliche und gartenkünstlerische Bedeutung, das Schloss mit barocker Kapelle (diese von Oberstallmeister Graf von Brühl gestiftet) und markantem Turm mit Haube, die Neben- und Wirtschaftsgebäude teilweise noch aus der späten Renaissancezeit bzw. der beginnenden Barockzeit [Störelement: Zehista 7].